# Список персонажей телесериала «Однажды в сказке»
Ниже приведён список персонажей и актёров американского сериала «Однажды в сказке» в жанре фэнтези.

## Главные герои
| Имя в Сказочном мире | Имя в Реальном мире       | Актёр/Актриса                                                                        | Главная роль в сезонах | Второстепенная/гостевая роль в сезонах | Кол-во эпизодов | Статус                                |
| --- | ------------------------- | ------------------------------------------------------------------------------------ | ---------------------- | -------------------------------------- | --------------- | ------------------------------------- |
| |                           |                                                                                      |                        |                                        |                 |                                       |
| Белоснежка | Мэри Маргарет Бланшар     | Джиннифер Гудвин (взрослая) Бэйли Мэдисон (ребёнок)                                  | 1, 2, 3, 4, 5, 6       | 7                                      | 131             | Жива                                  |
| Белоснежка — одна из самых добрых персонажей Зачарованного Леса, принцесса, дочь короля Леопольда и Королевы Евы, а позднее падчерица Злой Королевы Реджины. Она — Истинная любовь Прекрасного принца, мать Эммы Свон, а позже и бабушка Генри. В Реальном мире становится учителем в начальной школе, где учится её внук. В день семилетия дочери мать Белоснежки умирает от отравления Коры, которая пыталась таким образом сделать свою дочь королевой. Года через три Снежку, скачущую на взбесившейся лошади, по задумке Коры спасла юная Реджина, и этот её поступок приводит тогда ещё вовсе не злую дочь Коры к браку без любви с отцом Белоснежки. После того как она, убив Леопольда, единовластно занимает трон, то нанимает Охотника, чтобы убить Белоснежку, но он пожалел ту за её самоотверженность и оставил в живых. Позже Белоснежка живёт в лесу, находясь в розыске как государственная преступница, где встречает принца Дэвида при попытке его ограбить. Вместе они возвращают награбленное и во время путешествия влюбляются друг в друга, но он возвращается к своей невесте — принцессе Эбигейл. После ряда событий Белоснежка переезжает к гномам, где впоследствии выпивает зелье, чтобы не испытывать сердечную боль. Это меняет девушку полностью, ведь в её сердце больше нет любви, вообще. Она становится злой, грубой и вспыльчивой, но Дэвид целует её, вернув любовь в её сердце, и Белоснежка вновь становится прежней. Тем не менее, паре позже пришлось расстаться, когда Злая Королева берёт в плен Прекрасного Принца. В обмен на жизнь Дэвида Снежка ест яблоко от Королевы, содержащее заклятие Вечного сна. Когда принц вырывается на свободу и находит Белоснежку, она уже уснула Вечным сном. Но поцелуй истинной любви пробуждает её ото сна. Впоследствии эти двое играют свадьбу, хотя Королева Реджина прибывает на церемонию и объявляет, что она наложит проклятие на всё, что им дорого, чтобы разрушить их счастье, «даже если это будет последнее что, она сделает». Белоснежка узнаёт о беременности, и они с Дэвидом ищут способ защитить ребёнка от Реджины. Позже рождается Эмма, и проклятие вступает в силу. Чтобы защитить дочь от проклятия, Белоснежка просит супруга положить их новорождённое дитя в волшебный шкаф, который в итоге перенёс Эмму в США, Бостон. В Сторибруке Мэри Маргарет Бланшар — добросердечная учительница начальной школы. Она любимая преподавательница Генри, и, желая помочь мальчику, даёт ему книгу сказок. Мэри работала волонтёром в больнице, и когда Дэвид Нолан (Прекрасный принц) просыпается, между ними возникает связь, несмотря на его амнезию и его брак с Кэтрин Нолан. Вскоре она уходит из больницы из-за страданий, которые ей причиняет наблюдение за жизнью Дэвида. Позднее они начинают встречаться. Когда тайна их романа раскрывается, Мэри Маргарет становится изгоем в городе. Она позже повторно принята жителями города после того, как помогает местному женскому монастырю оплатить его аренду. Реджина подставляет Мэри Маргарет в убийстве Кэтрин. Эмма была уверена в невиновности подруги, и когда Мэри пытается бежать из города, говорит, что не позволит родному человеку сесть в тюрьму за то, что он не совершал. За день до суда Кэтрин находят живой, и все обвинения с Мэри Маргарет снимают. Отношения Мэри Маргарет с Дэвидом становится напряжёнными, так как он не верил, что она невиновна. В конце концов, он решает оставить Сторибрук. Но в этот день проклятие разрушается, и он возвращается обратно к Мэри Маргарет, уже зная, что он Прекрасный Принц, а она Белоснежка. После снятия проклятия Мэри Маргарет воссоединяется с Прекрасным и Эммой. Только чтобы быть с дочерью, бросается в портал, который ведёт обратно в Зачарованный Лес. Там они встречают принцессу Аврору и Мулан, которые приводят их в небольшую деревню, которая была не тронута проклятием, и бросают их в импровизированную тюрьму, где они встречают мать Реджины — Кору. Они возвращаются обратно в Сторибрук через портал, созданный с помощью золы от волшебного шкафа. В Сторибруке Кора и Реджина объединяют усилия и пытаются получить власть, пытаясь убить мистера Голда. Дэвид, Белоснежка, Эмма и Нил пытаются спасти его жизнь. Последняя начинает сомневаться, что доброе сердце всегда побеждает мрак, и решает убить Кору с помощью волшебной свечи, которая исцеляет одного, взамен убив другого. Впоследствии бедняжка горько сожалеет о содеянном, но изменить уже ничего нельзя: Кора умирает. Белоснежка просит Реджину убить её, когда она больше не может справляться с виной в смерти человека. Королева вырывает ей сердце и лишь насмехается над ней, показывая поражённой Снежке это сердце, начинающее чернеть. Когда Генри похищают Грег Менделл и Тамара и отправляются с ним в Нетландию, Мэри Маргарет с Дэвидом, Эммой, Реджиной, мистером Голдом и капитаном Крюком отправляются следом, чтобы спасти Генри. В Нетландии Белоснежка больше, чем где-либо пытается стать для Эммы настоящей матерью, но это не просто, потому что в Нетландии ни у кого нет родителей, и это, помимо всего остального, сказывается на отношениях матери и дочери. Для того, чтобы спасти отца Генри, Нила, который был пленником в Пещере Эха, Мэри Маргарет рассказывает Дэвиду свою самую сокровенную тайну — Белоснежка пропустила всё детство и взросление Эммы, поэтому, когда Генри будет спасён и все вернутся в Сторибрук, она хочет второй шанс — родить ещё одного ребёнка. Белоснежка была возмущена, когда узнала сокровенную тайну Дэвида — он держал в тайне от неё своё отравление ядом мор-шиповника, хотя позже прощает его. После успешного возвращения в Сторибрук мистер Голд исцеляет Дэвида. Не сумев заполучить Генри для своих эгоистичных целей, Питер Пэн похищает у Реджины проклятие, создавшее Сторибрук, и накладывает его вновь, чтобы превратить Сторибрук в Новую Нетландию. В результате Реджине, как человеку, наложившему проклятие в первый раз, удаётся отменить оба его действия. Все жители, которые родились не на Земле, вернутся обратно в свой мир (вне зависимости от того, попали они в Сторибрук из-за действия проклятия или прибыли сами). Из-за его отмены всё, что связано со Сторибруком, исчезнет, включая воспоминания Эммы и Генри. Поскольку мальчик не может остаться в реальном мире один, мать решает остаться с ним. Так как Эмма — Спасительница, она может избежать проклятия ещё раз. Белоснежка прощается с дочкой и внуком, после чего возвращается в Зачарованный Лес. Она беременна и по возвращении в Сторибрук уже на девятом месяце. Вскоре рождается принц Нил, с которым Белоснежка не может расстаться. Она становится новым мэром Сторибрука. Раньше она всю тьму Эммы передала дочери Малефисенты — Лилит, так как не хочет, чтобы её дочь отдала себя мраку, как сказали Королевы тьмы. Поэтому всеми силами пытается помочь Эмме в борьбе с мраком. Отправляется со всеми в преисподнюю, чтобы спасти Крюка. Там же она окончательно избавляется от своей «сторибрукской личности», принимая прежнее имя Белоснежки. Имя Мэри Маргарет Бланшар: «Бланшар» происходит из французского слова «blanc», то есть белый. Имя «Мэри Маргарет» позаимствовано у реальной женщины, которая, как полагают, была прообразом Белоснежки, по имени Мария София Маргэрета Катарина Фрайфройлайн фон Эрталь, родившаяся 15 июня 1729 года в Германии. |                           |                                                                                      |                        |                                        |                 |                                       |
| |                           |                                                                                      |                        |                                        |                 |                                       |
| Спасительница / Тёмная Свон / Принцесса Лея | Эмма Свон                 | Дженнифер Моррисон (взрослая) Эбби Росс (подросток) Маккенна Грейс (ребенок)         | 1, 2, 3, 4, 5, 6       | 7                                      | 134             | Жива                                  |
| Эмма Свон — двадцативосьмилетняя девушка, поручитель и охотница за головами. Узнаёт, что в её руках ключ к спасению двух миров — реального и Зачарованного Леса. Эмма — дочь Белоснежки/Мэри Маргарет Бланшар и Прекрасного принца/Дэвида Нолана и биологическая мать Генри. Была отправлена родителями из Зачарованного леса в реальный мир, чтобы защитить её от проклятия Злой Королевы. Истинная любовь Киллиана Джонса (капитана Крюка). Она побывала в нескольких приёмных семьях. В молодости угоняла машины, что привело к знакомству с Нилом. Именно на той машине, что стала причиной их знакомства, Эмма постоянно ездит. Отсидела 11 месяцев в тюрьме общего режима. Разрушила темное заклятье, поверив в магию, при помощи поцелуя истинной любви — поцеловав Генри. Попала с Белоснежкой в Волшебный лес через портал, побывала в стране Великанов, предварительно познакомившись с капитаном Крюком. Вернулась домой при помощи волшебного боба. Встретила в Нью-Йорке своего давнего возлюбленного Нила, узнав, что он — Бэйлфаер. Вместе с Белоснежкой, Дэвидом, Реджиной, Румпельштильцхеном и Киллианом Крюком она отправилась в Нетландию спасать Генри. В том мире вновь почувствовала себя сиротой, из-за чего Питер Пэн назвал её «Потерянная девочка», по аналогии с названием племени мальчиков-сирот — Потерянные мальчики, которых он сам и возглавляет. На острове Крюк начинает проявлять свои чувства к Эмме. После на Сторибрук надвигается темное заклятие Пэна, которое предотвращает Реджина. Однако в результате все магические существа возвращаются в свои волшебные миры, а Эмма и Генри покидают город, теряя все связанные с ним воспоминания. Спустя год в Нью-Йорке их отыскивает Киллиан (Крюк) и возвращает воспоминания Эммы. После возвращения в Сторибрук она учится магии у Реджины, чтобы противостоять Зелине. Лишается магии после спасения Крюка, из-за наложенного на него заклятия. После «смерти» Великой Ведьмы магия вновь к ней возвращается. Крюк и Эмма попадают в прошлое, где случайно мешают первой встрече Белоснежки и Дэвида. При помощи Румпельштильцхена из того времени они восстанавливают ход событий и возвращаются в настоящее, прихватив с собой леди Мэриан — жену Робина. Эмма пытается извиниться за это перед Реджиной. Из прошлого она ненароком прихватила урну, чего даже не заметила. Так освобождается Эльза и появляется загадочная Ингрид, знавшая Эмму около 18 лет назад. В конце концов Ингрид нейтрализует заклятье осколков зеркала, которое сама же наложила, а Эльза с сестрой возвращаются на родину. На протяжении этих событий Эмма мирится с Реджиной и между ними начинают завязываться доверительные и дружеские отношения. Она обещает Королеве помочь найти её счастливый конец, что и делает, жертвуя себя темной магии. После пробуждения Темная Свон оказывается в Камелоте, где пытается побороть в себе мрак. Встречается с родными, когда пытается убить Мериду, после чего вместе с ними отправляется на поиски чародея по имени Мерлин. Спустя 6 недель все снова оказываются в Сторибруке, где Эмму полностью поглощает мрак, а у остальных снова стирается память, чтобы они не помнили, какое зло совершила она. После она помогает Крюку справиться с Тёмными, убивая его, а затем отправляется в преисподнюю, чтобы разделить с ним сердце на двоих и вернуть к живым. Однако, возвращаясь в Верхний мир без него, Крюк отказывается возвращаться обратно, а Эмма просит его отправиться в лучший мир. Затем отправляется вместе с Реджиной за Генри, пожелавшему решить все проблемы семьи разом. После победы над Аидом она воссоединяется с Киллианом, которого Зевс вернул назад в реальный мир за помощь в уничтожении брата. В 20 серии 6 сезона выходит за него замуж. Побеждает в последней битве, обретая свой счастливый финал с Крюком. Во второй серии 7 сезона, Годы спустя, вместе с Крюком и Реджиной, приходит на помощь к Генри в другую реальность. Сообщает Генри что ждет ребёнка, и вместе с Крюком возвращается в Сторибрук, оставив Генри с Реджиной и альтернативной версией Крюка из мира желания. После заклятья Гиперхайтс её имя Эмили. В последней серии у неё рождается дочь Хоуп. |                           |                                                                                      |                        |                                        |                 |                                       |
| |                           |                                                                                      |                        |                                        |                 |                                       |
| Злая Королева / Спасительница / Добрая Королева | Реджина Миллс / Рони      | Лана Паррия                                                                          | 1, 2, 3, 4, 5, 6, 7    | н/д                                    | 156             | Жива                                  |
| Реджина Миллс — ледяная и мрачно красивая женщина по прозвищу Злая Королева, наложившая проклятье на Зачарованный Лес из-за мести Белоснежке. Желала отомстить ей за смерть своей Истинной любви — конюха Дэниела, которого она до сих пор горячо любит. Из-за нечаянного предательства Белоснежки и, убедившись впоследствии в том, что для народа она колдунья и гонительница законной наследницы трона, решила полностью соответствовать стереотипу Злой Королевы, но глубоко внутри она по-прежнему добра и благородна. В Реальном мире является мэром Сторибрука и приёмной матерью Генри, которого упорно предпочитает считать родным сыном. Была полна решимости оградить Генри от общения с Эммой. Узнав, кем является та, она начинает всячески пытаться её скомпрометировать, так как не желает снятия проклятья. И хотя Свон в итоге решает покинуть город, Реджина всё же решается дать ей пирог с отравленным яблоком, так как понимает, что Генри больше никогда не будет с ней, если Эмма будет жить. Когда Генри жертвует собой ради биологической матери, они всё же объединяются ради его спасения. Во втором сезоне ради Генри использует свою магию, чтобы вернуть мать с бабушкой в реальный мир. Это приводит к тому, что отношения Реджины с Эммой начинают улучшаться, хотя лёгкое презрение она ещё некоторое время демонстрирует. В третьем и последующих сезонах они показаны уже как близкие подруги. Как и вся остальная королевская семья, Реджина отправилась спасать Генри от Питера Пэна. Лично вернула сердце мальчика на место, но позже попала в ловушку Пэна, переселившегося в тело Генри. Смогла сдержать действие второго заклятия, вернув себя и остальных пришельцев в Зачарованный Лес. Позже участвовала в борьбе с Великой Ведьмой Зелeной, которая оказалась её единоутробной старшей сестрой. В процессе всех этих приключений у неё завязался роман с Робином Гудом, при этом она успела привязаться к его сыну Роланду, но в финале третьего сезона Эмма неожиданно приносит из прошлого его якобы погибшую жену Мэриан, что осложняет ситуацию… Несмотря на взаимную симпатию, Реджина отпускает Робина для спасения Мэриан; они покидают Сторибрук без возможности вернуться. С Эммой же вновь устанавливается мир и вполне крепкая дружба. Реджина и Генри начинают операцию «Мангуст», суть которой — найти автора книги сказок и написать для уже не Злой королевы счастливый финал. Спустя время узнает от Голда, что жена Робина на самом деле — Зелина в обличи Мэриан, и отправляется вместе со Свон его вызволять. Но, даже узнав о беременности Зелены от Робина, она продолжает поиск Автора. В 19 серии 5 сезона Кора, встретившись с дочерьми в Загробном мире, поведала им о том, как более пятидесяти лет назад Зелина жила несколько недель в огромном поместье Миллсов и была лучшей подругой юной Реджины. Но Королеве Сердец из-за шкатулки на кровной магии, которую открыла однажды Зелина, пришлось снова вернуть старшую дочь в страну Оз и разлучить полюбивших друг друга сестёр. Специальное зелье уничтожило память обеих; оттого и родилась смертельная вражда меж ними. Благодаря той же Коре они в Загробном мире наконец примирились и обрели друг друга вновь. Впоследствии Реджина разделила себя и Злую Королеву с помощью сыворотки Джекилла и убила, вырывав ей сердце. Однако оказалось, что та не погибла. После неудачных попыток победить Злую Королеву, сделала мудрее: Разделила свое сердце, отдав часть Злой Королеве, при этом забрав часть её сердца себя.. Так Злая Королева стала просто Королевой. Реджина и Генри отправили её и Робина Гуда из мира желания обратно в этот мира желания. Но Королева и Робин позже Вернулись в зачарованный Лес. Сама же Реджина, наконец примирилась с сестрой и получила окончательно признание, как Мэра, от жителей Сторибрука. Спустя много лет (сезон 7), пришла на помощь Генри в другую реальность. Понимая, что в Сторибруке, Реджина чувствует себя немного одинокой,Генри уговаривает её остаться с ним и попытаться здесь найти свое счастливое начало. Попав под заклятье Гиперхайтс, Реджина становится владелицей бара в Сиэтле. Теперь её зовут Рони. В финале сериала Реджина с помощью заклятия переносит все миры и их обитателей в Сторибрук и, становится королевой объединённых королевств. Имя Реджина по-латински значит «Королева». |                           |                                                                                      |                        |                                        |                 |                                       |
| |                           |                                                                                      |                        |                                        |                 |                                       |
| «Прекрасный» Принц Дэвид | Дэвид Нолан               | Джошуа Даллас                                                                        | 1, 2, 3, 4, 5, 6       | 7                                      | 128             | Жив                                   |
| Принц Дэвид — глава Военного Совета Зачарованного леса, муж Белоснежки и отец Эммы. На самом деле он не королевской крови: он был обычным пастухом и жил со своей матерью, тогда как его брат-близнец Джеймс был усыновлён подлым королём Георгом. Позже Джеймс погиб в битве, и Дэвид занял его место в обмен на процветание фермы своей матери. При первой встрече со Снежкой не очень с ней поладил, но позже между ними вспыхнули чувства. Именно ради его спасения девушка съела то всем известное отравленное яблоко, но Реджина вовсе не хотела её спасения, поэтому отправила молодого человека в особое место — Бескрайний Лес, откуда нельзя выйти. Выбраться оттуда ему неожиданно помог Румпельштильцхен. Условия сделки были просты: Дэвид спрячет внутри Малефисенты золотое яйцо-контейнер с эликсиром любви внутри, а Румпель поможет ему выбраться и отдаст волшебное кольцо, с помощью которого принц найдёт Белоснежку. Дэвид задачу выполнил. После спасения Снежки они поженились. Успел спрятать Эмму в волшебном шкафу Джепетто прямо перед проклятием. В Реальном мире стал Дэвидом Ноланом, пациентом больницы, находящимся в коме, но потом вышел из неё. Снова влюбился в Снежку (ставшую Мэри Маргарет), но никак не мог решиться быть с ней. После снятия проклятья воссоединился с женой, дочерью и внуком и участвовал во всех дальнейших приключениях. |                           |                                                                                      |                        |                                        |                 |                                       |
| |                           |                                                                                      |                        |                                        |                 |                                       |
| Сказочник (Истинноверующий) / Прекрасный принц | Генри Дэниел Миллс        | Джаред Гилмор (подросток) Эндрю Джей Уэст (взрослый)                                 | 1, 2, 3, 4, 5, 6, 7    | н/д                                    | 139             | Жив                                   |
| Генри Миллс — сын Эммы Свон и Нила Кэссиди, которого Эмма отдала на усыновление сразу после рождения. Генри родился в момент отбывания Эммой тюремного срока. Он также внук Белоснежки, Прекрасного Принца и Румпельштильцхена. Приёмный сын Реджины Миллс (Злая Королева), которая нашла и усыновила его через мистера Голда (Румпельштильцхен). Генри назван в честь отца Реджины, которого ей пришлось убить, чтобы активировать проклятие. На протяжении десяти лет он — единственное, что не даёт Реджине полностью погрузиться во мрак. Генри получает свою заветную книгу сказок от своей учительницы Мэри Маргарет Бланшар (Белоснежка) и обнаруживает, что жители Сторибрука — персонажи из книги, заметив при этом, что он является единственным в городе, кто взрослеет. Именно осознание им того, что Реджина и есть Злая Королева, вынуждает Реджину отправить его на очередные сеансы терапии с доктором Арчи Хоппером. В надежде разрушить проклятие и узнать, почему он был отправлен на усыновление, Генри находит свою биологическую мать Эмму Свон в Бостоне и хитростью привозит её в Сторибрук. В конце концов он убеждает Эмму в своей правоте, съев пирог, приготовленный Реджиной для Эммы из яблока, которым она когда-то отравила Белоснежку. Из-за того, что магия в Сторибруке непредсказуема для жителей «этого мира» (Эмма родилась в Зачарованном Лесу, поэтому так же считается пришедшей из другого мира), Генри вместо того, чтобы заснуть Вечным сном, едва не умер. Когда Эмма и Реджина приходят к нему в больницу, врачи уже диагностируют смерть мальчика. Тем не менее, он проснулся благодаря поцелую Истинной любви своей матери. Когда та, прощаясь, целует его в лоб, то не только пробуждает Генри ото сна, но также разрушает проклятие. После того, как проклятие пало, Белоснежка и Эмма были втянуты в портал, оставив Дэвида (Прекрасного принца) присматривать за внуком. Сначала Реджина отказывается отпустить сына, пока не понимает, что не хочет, чтобы Генри испытал то же, что и она в молодости, когда мать лишала её права выбора в жизни. После смерти Коры Реджина пообещала отомстить Белоснежке и пыталась её убить, также желая активировать «Заклятие привязанности» и наложить его на Генри, но мальчику удалось убедить свою приёмную мать не использовать его. В итоге Королева сжигает свиток, на котором написано заклятие. Позже Реджина решает уничтожить Сторибрук, использовав «триггер-отмены», а сама вместе с Генри отправиться в Зачарованный Лес. Однако Грег Менделл и Тамара похищают у неё «триггер» и с помощью кирки гномов активируют процесс уничтожения Сторибрука. Эмма и Реджина с большим трудом разрушили «триггер», чтобы спасти город. Но в это время Тамара с Грегом похищают Генри и переносятся в Нетландию, где выясняется, что Питер Пэн хочет завладеть Генри, так как он обладает «Сердцем Истинно Верующего». Мальчик думает, что спасает Нетландию, хотя на самом деле Питер Пэн хочет спасти лишь свою жизнь. Вернув своё сердце при помощи семьи, Генри со всеми возвращается в Сторибрук. После заклятия Зелины он и Эмма покидают город, лишаясь воспоминаний обо всем, касающемся магии. Спустя год, вернув память, продолжает жить с семьёй в Сторибруке. Помогает Реджине в операции «Мангуст» по поиску автора книги сказок, а также Эмме в битве с её тёмной стороной и обретает первую любовь в пятом сезоне — Вайолет. В 7-м сезоне Генри покидает Сторибрук в поисках своей собственной истории. В другом царстве он встречает попавшую в беду Золушку. Спустя годы у Генри и Золушки (Эллы) рождается дочь, которую называют Люси. Во время восьмого дня рождения дочери, город попадает под новое заклятие. Генри живет в Сиэтле и работает водителем пикапа в компании Swyft (страна без волшебства). В этой жизни он живет один и считает, что его жена и дочь погибли при пожаре. Он является автором книги под названием «Однажды в сказке» и начинает работать над новой историей, но обнаруживает, что не может придумать вступительные слова. Маленькая девочка появляется на пороге его квартиры, утверждая, что она его дочь прибывшая из Гиперион-Хайтс, а все жители города – сказочные герои, забывшие, кто они на самом деле. Окончательно снимает проклятие с помощью материнской любви к Реджине и впоследствии воссоединяется со своей семьей. После того, как Реджина объединяет все королевства, он со своей женой и дочерью посещает ее коронацию. Автором акварелей, которыми нарисованы иллюстрации в книге сказок Генри, является португальский художник Жоао Лемос, который рисует комиксы для компании Marvel. Полное имя мальчика — Генри Дэниел Миллс. Он назван в честь отца и Истинной любви Реджины — тех людей, кого она любила более всего на свете. |                           |                                                                                      |                        |                                        |                 |                                       |
| |                           |                                                                                      |                        |                                        |                 |                                       |
| Говорящий Сверчок | Доктор Арчи Хоппер        | Рафаэль Сбардж (взрослый) Морган Рофф (подросток) Адам Янг (ребёнок)                 | 1                      | 2, 3, 4, 6                             | 33              | Жив                                   |
| |                           |                                                                                      |                        |                                        |                 |                                       |
| |                           |                                                                                      |                        |                                        |                 |                                       |
| Охотник | Шериф Грэм Хамберт        | Джейми Дорнан                                                                        | 1                      | 2                                      | 9               | Мёртв                                 |
| |                           |                                                                                      |                        |                                        |                 |                                       |
| |                           |                                                                                      |                        |                                        |                 |                                       |
| Румпельштильцхен | Мистер Голд / Уивер       | Роберт Карлайл (взрослый) Уайатт Олефф (ребёнок)                                     | 1, 2, 3, 4, 5, 6, 7    | н/д                                    | 150             | Мёртв                                 |
| Румпельштильцхен или мистер Голд — владелец города Сторибрук, богатый горожанин и держатель ломбарда. Помог материализовать Сторибрук. Как в сказке, так и в реальности, всегда заключает со всеми сделки, когда его просят о помощи. Тёмный является вторым по могуществу магом во всех мирах, также обучал магии Кору, Реджину и Зелену (последняя сильнее его самого). Он вспомнил свою личность Тёмного стража, когда услышал имя «Эмма». Влюблён в Белль (Красавицу). Несмотря на тягу к интригам, Белль он любит искренне и трепетно. Позже женится на Белль, но она его подчиняет кинжалом, выясняет, что он вновь обманул её, и приказывает покинуть Сторибрук, признавая своё поражение в битве с его тёмной стороной. Извлекая тьму из Румпельштильцхена (он был на грани смерти), он вскоре просыпается во власти Тёмной Свон. Тёмная при помощи Мериды сделала из него героя, и он вытащил Экскалибур из камня, говоря, что Эмма совершила огромную ошибку. Его облик является подсознанием Эммы, которое убеждает её перейти на тёмную сторону. Когда он узнаёт, что все могут погибнуть, то искренне отпускает Белль за черту города, чтобы она обрела своё счастье. Румпель стал героем, но, найдя шанс вновь сделаться Тёмным, не упустил его. Отправляется со всеми в преисподнюю. В шестом сезоне у Румпеля и Белль рождается сын Гидеон, которого похищает Чёрная фея — мать Румпеля. Впоследствии Гидеон возвращается уже взрослым, но теперь он вынужден подчиняться Чёрной фее, поскольку та владеет его сердцем. В одной из серий Румпель узнает что при рождении ему суждено было стать спасителем и погибнуть в битве с Чёрной феей. Чтобы не допустить этого она перерезала нить его судьбы и была изгнана. После этого Румпель объединяется с матерью в надежде получить своё счастье, но поняв что совершил ошибку он уничтожает Чёрную фею, и в итоге воссоединяется с Белль. В седьмом сезоне Румпель вместе с Белль проживают долгую и счастливую жизнь в другом мире, где нет течения времени. Белль в итоге старится и умирает, а Румпель отправляется в Новую реальность с целью наконец избавиться от сил Тёмного и воссоединиться с Белль. Попав под новое заклятие он вместе со всеми переносится в Гиперион-Хайтс, где становится известен как детектив Уивер. После снятия заклятия он вместе с Реджиной, Генри и альтернативным Капитаном Крюком отправляется в мир желания чтобы спасти семью Генри от своего злого двойника. Там Румпель добровольно жертвует собой — отдает свое сердце Крюку, тем самым излечивая его от проклятия. Сам Румпель и его двойник погибают. На том свете Румпель воссоединяется с Белль уже навсегда. За основу персонажа взят главный герой сказки братьев Гримм «Румпельштильцхен». А также Чудовище, главный герой сказки «Красавица и Чудовище» и один из главных героев сказок про «Питера Пэна» — Крокодил. В одной из серий предстаёт перед зрителями в образе крестной Золушки. Кинжал Румпельштильцхена — во многих магических культурах; если узнать истинное имя, то можно получить полную власть над человеком или предметом, которому оно принадлежит. Тот, кто обладает этим кинжалом, обретает полную власть над нынешним Тёмным стражем (Румпельштильцхеном) и в праве приказывать ему всё, что угодно. Именно так поступила Зелина, которая на какое-то время сделала Румпеля своим «боевым телом». Имя мистера Голда связано с тем, что Румпельштильцхен прял из соломы золото (голд — gold). Это также намёк на его богатство: в Сторибруке Голд — самый богатый человек. Бейлфаер и Тёмный страж вдохновлены циклом Роберта Джордана «Колесо Времени». |                           |                                                                                      |                        |                                        |                 |                                       |
| |                           |                                                                                      |                        |                                        |                 |                                       |
| Пиноккио | Август Уэйн Бут           | Эйон Бэйли (взрослый) Джейкоб Дэвис (ребёнок)                                        | 1                      | 2, 4, 6                                | 19              | Жив                                   |
| Пиноккио попал в этот мир, как и Эмма, через шкаф-портал. Джеппетто, отец Пиннокио, убедил Голубую Фею сказать Белоснежке и Принцу, что магии шкафа хватит только на одного человека, чтобы иметь возможность отправить через портал Пиннокио, и, таким образом, спасти его от проклятия. Причастен к тому, что Нил бросил и «подставил» Эмму. Август убедил его, что только так она выполнит своё предназначение как Спасительница. В Реальном мире долго жил вне Сторибрука под именем Август Уэйн Бут и был писателем, пока в середине первого сезона не появился в Сторибруке, придав городу таинственности. К концу первого сезона выясняется, что это он нашёл маленькую Эмму и жил с ней некоторое время в детдоме, когда сам ещё был ребёнком. Вскоре он оставил Эмму и сбежал из приюта. Это и стало причиной того, что, в то время как часы Сторибрука вновь начали свой ход (время, когда Эмма решила остаться в Сторибруке), он начинает превращаться обратно в деревянную куклу и, в итоге в финале первого сезона, становится неподвижной деревянной статуей. Во втором сезоне Белоснежка находит его в заброшенном трейлере посреди леса, в виде живой, но деревянной куклы. Ненадолго был убит Тамарой, но, поскольку совершил благородный поступок, Голубая Фея превращает его в настоящего живого человека. Магия фей дала Августу второй шанс, превратив его в семилетнего Пиноккио, каким он был, когда впервые пришёл в этом мир. Позже, в четвёртом сезоне был превращен Королевами тьмы обратно во взрослого Августа, так как знал полезную информацию, которая должна была помочь в поисках Автора. Был спасен Эммой, с которой сохранил хорошие отношения, и её родителями из рук Круэллы, пока остальные были на вылазке. Рассказал героям, что Автор заточён в вырванной странице, на которой была изображена лишь старая дверь, найденной Реджиной в вещах Августа, по разрешению Джеппетто, чем не мало помог команде в поисках.. Маленький Пиноккио не помнит себя как Августа Уэйна Бута. Будучи ребёнком, подружился с Генри. |                           |                                                                                      |                        |                                        |                 |                                       |
| |                           |                                                                                      |                        |                                        |                 |                                       |
| Белль | Лейси Френч               | Эмили де Рэвин                                                                       | 2, 3, 4, 5, 6          | 1, 7                                   | 86              | Мертва                                |
| Белль является дочерью сэра Мориса, правившего небольшим королевством, которому угрожала война с ограми. Когда Румпельштильцхен приходит на зов о помощи, он предлагает сделку — за победу в этой войне он забирает Белль себе в качестве экономки. Белль решает принять сделку, по которой она навсегда уходит со своим новоиспечённым барином и никогда больше не увидит родных. В Тёмном замке она стремится не только выжить, но и пробудить в своём хозяине человека, что ей удаётся: то и дело она понимает, что Румпельштильцхен на самом деле вовсе не классический злодей, а одинокая и помрачённая душа. После долгого времени, проведённого вместе, между Белль и Румпельштильцхеном образуется сперва взаимная привязанность, а потом — романтическая связь, хотя оба тщательно замалчивают это. Такая жизнь длится до тех пор, пока Тёмный не решает отпустить Белль в город за соломой для своей золотой прялки. По дороге она встречает Злую Королеву, которая говорит, что поцелуй Истинной любви разрушит любое проклятие, в том числе и проклятие Тёмного стража. По возвращении Белль целует Румпельштильцхена, но тот ошибочно предполагает, что она работает на Королеву, желающую лишить его сил. В ярости он прогоняет Белль прочь. Реджина в одном из своих будущих визитов в замок Румпельштильцхена выдумывает, что сэр Морис, отец Белль, приказал «очистить её от скверны Тёмного стража» кнутами и розгами и что в итоге Белль покончила жизнь самоубийством, став изгоем в своем городе. На самом деле она содержалась в темнице, как впоследствии и сам Румпельштильцхен. В Сторибруке Белль заперта Реджиной в городской психбольнице в течение 28 лет, пока действовало проклятие. Позже она освобождена Джефферсоном и находит мистера Голда (Румпельштильцхен). Когда проклятие пало, признаётся ему в любви, и мистер Голд отвечает ей взаимностью. В ответ Белль целует его: теперь она может это сделать, не навредив ему. Белль стоит рядом с ним, когда он призывает магию в Сторибрук. Румпельштильцхен жаждет мести за тюремное заключение Белль, но она умоляет его не убивать Реджину, и он соглашается. Он решает призвать призрака, пожирающего души людей, чтобы отомстить Реджине, ведь формально Голд обещал Белль не убивать Королеву лично, значит, чужими руками можно. Когда девушка узнаёт про это, то оставляет его. Однако позже она возвращается обратно к Румпельштильцхену. Когда Белль увидела, что мистер Голд втайне от неё снова колдует, она потребовала ответа на вопрос, чем он занимается. Румпельштильцхен не ответил, и Белль решила уйти из дома. Её похищает мистер Сми, по заказу её отца Мо (Мориса) Френча. Когда Мо узнаёт, что его дочь любит Тёмного стража, то решает стереть ей память, отправив за черту города, уверенный, что спасает ей жизнь, которую рано или поздно загубит Румпельштильцхен. При помощи нюха Руби Румпель и Дэвид спасают Белль. Мистер Голд решается на откровенный разговор с Белль, объяснив, зачем он колдовал в ту ночь. После этого разговора влюблённые снова воссоединяются. Когда мистер Голд находит способ преодолеть барьер Сторибрука без потери памяти, Белль подстрелил капитан Крюк, в результате чего она падает за границу и теряет память о жизни в Зачарованном лесу. У неё остаются только воспоминания, приобретённые в Сторибруке. С учётом её заключения в больнице города, Белль не помнит вообще ничего до пересечения границы города, начисто потеряв воспоминания. Мистер Голд пытается помочь Белль вспомнить себя и всех, но она находится в замешательстве и попадает в больницу сразу после нападения. У Белль не было «другой» личности в Сторибруке, и Реджина как человек, изначально наложивший проклятие, создаёт ей новую личность. Теперь Белль уверена, что она — откровенно одевающаяся любительница баров по имени Лейси Френч. В отличие от настоящей Белль, которая взывала к лучшему, что было в мистере Голде, Лейси притягивает всё тёмное в нём. Позже мистер Голд даёт «Лейси» зелье, созданное Голубой Феей, которое возвращает ей воспоминания Белль. При этом Белль уже совершенно не помнит себя как Лейси. Когда мистер Голд наряду с Эммой Свон, Мэри Маргарет, Дэвидом, Реджиной и капитаном Крюком отправляется в путешествие для спасения Генри из Нетландии, Голд даёт Белль защитное заклинание, чтобы скрыть город Сторибрук от посторонних глаз и вновь сделать его невидимым для окружающего мира. Румпельштильцхен говорит ей, что он, возможно, больше никогда не вернётся к ней, и что, несмотря ни на что, он любит её всем сердцем. Тем не менее, он сталкивается с Белль снова в джунглях Нетландии. Она отвечает ему, что является лишь плодом его воображения, помогающая ему разобраться в себе. Позже выясняется, что это была Тень Питера Пэна, принявшая облик Белль. В Сторибруке Белль при помощи гномов активировала защитное заклинание. Когда в город прибыла Ариэль с посланием от Румпельштильцхена, находит для него «Ящик Пандоры», который Ариэль успешно доставляет в Нетландию. После возвращения компании из Нетландии, продолжает жить с Румпелем, пока он не жертвует собой ради всех. После его воскрешения Нилом и порабощения Зелиной пытается вернуть его. После победы над Зелиной Румпельштильцхен вверяет Белль кинжал, делая ей предложение. Она соглашается, и вскоре они женятся. Тем временем Румпель строит планы по избавлению от кинжала навсегда. Белль выясняет, что кинжал, находящийся у неё, — фальшивка. Она находит настоящий и приказывает Голду не давить сердце Киллиана, после чего выгоняет его за черту города, признавая, что он чудовище. Имела непродолжительные отношения с Уиллом Скарлетом, но в сердце всё равно сохранила любовь к Румпельштильцхену, даже после его изгнания и провозглашения чудовищем. После изгнания тьмы из Румпеля получает от Голубой феи розу, которая показывает, жив ли Румпель. Помогла Мериде взять вверх над кланом Данброх, спасти её братьев и обрести веру в себя. В финальной серии 6 сезона счастливо воссоединяется с Румпельштильцхеном. Имя Белль в переводе с французского означает «Красавица». |                           |                                                                                      |                        |                                        |                 |                                       |
| |                           |                                                                                      |                        |                                        |                 |                                       |
| Красная Шапочка | Руби Лукас                | Меган Ори                                                                            | 2                      | 1, 3, 5                                | 36              | Жива                                  |
| Красная Шапочка является оборотнем, поэтому носит заколдованный красный плащ, не дающий ей превращаться. В Реальном мире, под именем Руби, она работает официанткой в кафе своей бабушки. Становится непокорной и очень вызывающе одевающейся девушкой, желающей уехать из города. В Зачарованном лесу, не зная своей сущности, убивает людей, а после и возлюбленного. Позже помогает Белоснежке в борьбе против Злой Королевы. Является её лучшей подругой. Находит свою мать, узнавая, что та тоже оборотень. Стая матери помогает Шапочке научиться принимать волка в себе. Позже убивает мать, которая хотела убить со своей стаей Белоснежку. В Сторибруке среди людей чувствует себя чужой и уходит в зачарованный лес искать ей подобных. По пути приходит в домик ведьмы, которая превращает её в волка. Мулан расколдовывает её обратно и становится её помощницей в нахождении своего счастья. Позже в стране Оз встречает Дороти и влюбляется в неё. Имя Руби происходит от рубина, который является драгоценным камнем, имеющий кроваво-красный оттенок. |                           |                                                                                      |                        |                                        |                 |                                       |
| |                           |                                                                                      |                        |                                        |                 |                                       |
| Капитан Киллиан «Крюк» Джонс |                           | Колин О’Донохью                                                                      | 3, 4, 5, 6,7           | 2                                      | 119             | Жив                                   |
| Капитан Киллиан «Крюк» Джонс — в настоящее время является благородным пиратом, который потерял руку и свою любимую из-за Румпельштильцхена и желающий ему за это отомстить. Истинная любовь Эммы Свон. В детстве отец бросил его с братом, продав их в рабство. Он провёл много времени в Нетландии. Киллиана бросил отец перед самым отплытием, и позже он узнает, что его отец был дезертиром. Его вырастил старший брат Лиам, с которым они долгое время вместе служили в военно-морском флоте местного короля. После смерти брата разочарованный в короле Киллиан стал пиратом. Реджина приказала убить ему её мать и сделала проверку, при которой он должен был убить своего отца. Киллиан сначала хотел оставить его в живых и прогнать в далёкое место, где бы все считали его отца мёртвым, но после того, как узнал, что он их с братом променял на своего третьего сына и тоже назвал его Лиамом, убил его. Чтобы отомстить Румпельштильцхену, он на время заключил альянс с Корой. В Сторибруке он ранил Белль, из-за чего та потеряла память. В конечном итоге он понимает, что сам становится похож на Румпельштильцхена и отказывается от мести. Вместе с Эммой, Реджиной, Белоснежкой и Дэвидом путешествует по Нетландии в поисках Генри. Постепенно он находит в себе хорошие черты и влюбляется в Эмму, хотя думал, что после Милы больше не сможет любить. Признаётся Зелине, принявшей облик Ариэль, что любит Свон, после чего подвергается заклятью — первый же его поцелуй лишит ту магии. Несмотря на это, когда Крюк тонет, Эмма спасает его искусственным дыханием и временно теряет свой дар. Киллиан продолжает ухаживать за Эммой, и в конце концов та признаётся, что тоже в него влюблена. Когда она лишается воспоминаний и живёт в Нью-Йорке, он отдает самое дорогое, что у него есть — свой корабль, чтобы попасть в Реальный мир. Крюк возвращает Эмму и Генри в Сторибрук, и у них завязывается роман. Он просит у Голда вернуть ему отрубленную руку, но вскоре понимает, что снова становится кровожадным пиратом, и возвращает подарок (хотя на самом деле она была к этому непричастна). Тёмный вырывает у него сердце и манипулирует им, чтобы тот совершал за него всю грязную работу. Позже Эмма возвращает Киллиану сердце. Крюк хочет помочь ей и узнать правду о том, что произошло в Камелоте. После того, как узнаёт, что он Тёмный, хочет стереть с лица земли весь свет, но в последнюю секунду забирает в себя мрак и совершает самоубийство, тем самым уничтожая мрак. Затем оказалось, что вся тьма перешла в Румпельштильцхена и жертва Крюка была напрасной. Эмма и герои отправляются в преисподнюю, чтобы вернуть его к живым. Но этого сделать не удается, и они возвращаются в мир живых без него. Однако вскоре Крюк помогает уничтожить бога смерти Аида, за что Зевс вознаграждает его и возвращает к живым. В 20 серии 6 сезона он женится на своей возлюбленной. Вместе с ней ждет Ребёнка. В 7 Сезоне разворачивается история его двойника из мира желания, которого Леди Тремейн делает молодым. Он ищет свою дочь. Остается в другом сказочном мире вместе с Генри и Реджиной. Попав под заклятье, в Гиперхайтс становится полицейским с фамилией Роджерс. |                           |                                                                                      |                        |                                        |                 |                                       |
| |                           |                                                                                      |                        |                                        |                 |                                       |
| Бейлфаер | Нил Кэссиди               | Майкл Реймонд-Джеймс (взрослый) Дилан Шмид (подросток) Себастьян Уилкинсон (ребёнок) | 3                      | 1, 2, 5, 6                             | 27              | Мёртв                                 |
| Бейлфаер (Бэй) — сын Румпельштильцхена. Провёл несколько столетий в Нетландии. На Земле его имя Нил Кэссиди, он давний возлюбленный Эммы и отец Генри. Некоторое время был обручен с Тамарой, хотя всегда любил Эмму. В конце второго сезона упал раненым в портал и снова оказался в Зачарованном лесу. С помощью Мулан, Авроры и Филиппа оправился от ран. Вместе с Мулан отправился в замок своего отца. Благодаря Робину Гуду и артефактам, найденным в Тёмном Замке, узнает, что Эмма в Нетландии ищет Генри. Благодаря сыну Робина Гуда Роланду вызвал Тень и на ней добрался до Нетландии, чтобы помочь со спасением Генри. В Нетландии стал пленником Питера Пэна. После второго заклятия, вернувшись в Зачарованный Лес, вместе с Белль пытается найти способ оживить отца, но сливается с ним в одно целое и позже умирает по вине Зелины. На пути Эммы в Преисподнюю ей является Нил и просит не отправляться туда, но безуспешно. Также он спрашивает о Генри. Эмма отвечает, что он в порядке и скучает по своему отцу. Бейлфаер и Тёмный страж вдохновлены циклом Роберта Джордана «Колесо Времени». |                           |                                                                                      |                        |                                        |                 |                                       |
| |                           |                                                                                      |                        |                                        |                 |                                       |
| Уилл Скарлет/Червонный Валет/Белый Король | н/д Уилл                  | Майкл Сока                                                                           | 4                      | н/д                                    | 15              | Жив                                   |
| Уилл Скарлет — член клана разбойников Робина Гуда. В прошлом был знаком с ним ещё в стране Оз. Брат Пенелопы Скарлет и Истинная любовь Анастасии. Некоторое время встречался с Бэлль. |                           |                                                                                      |                        |                                        |                 |                                       |
| |                           |                                                                                      |                        |                                        |                 |                                       |
| Зелина/Злая ведьма Запада | Зелина Миллс / Келли Уэст | Ребекка Мэйдер                                                                       | 5, 6, 7                | 3, 4                                   | 67              | Жива                                  |
| Зелина является дочерью Коры и старшей единоутробной сестрой Реджины. От рождения она обладает гениальным талантом к магии. Стала могущественнейшей ведьмой всех миров, сумевшей поработить даже Румпельштильцхена и сделать его своим боевым телом. Очень умна, беспредельно коварна, цинична и хладнокровна. Имеет изумрудный кулон, хранящий её магию и дающий несокрушимую силу. Кожа её нередко принимает ярко-зелёный оттенок от чувства зависти. Всю жизнь она прожила в стране Оз. Пыталась отомстить Реджине за её, как она полагала, «счастье». Трагедия Зелины основана на её юности и характере. С детства приёмный отец не любил проявления у неё магии и внушал девушке, что она — изгой среди обыкновенных людей. Зелина отправилась с горя к Волшебнику Оз, где и узнала тайну своего происхождения. Встреча с Румпельштильцхеном и обучение у него дали ей уверенность в себе и понимание, что она нормальный человек, но вместе и убедили в том, что она не нужна даже учителю в роли исполнителя Тёмного заклятья. Зелина пыталась обрести доверие и дружбу у трёх ведьм на родине, получив от них изумрудный кулон, но здесь-то её и подвёл характер. Она была фаталистка и, прочтя в «Книге Судеб» о том, что «сильнейшая чародейка одолеет величайшее зло, какое знал этот мир», возомнила таковой объявившуюся недавно в стране Оз девочку Дороти, а в роли «зла» — саму себя. Глинда хотела переубедить её, но не смогла. Так старшая дочь Коры разочаровалась совершенно в возможности стать волшебницей света и ступила на путь мрака. Единственным её другом, соратником и помощником стал превращённый в крылача Уолш. С годами Зелина стала фактически всемогуща, но желанное счастье так и не обрела. У неё была мечта — отправиться в прошлое и убить там Еву, мать Белоснежки, чтобы прожить ту жизнь, которая была уготована Реджине. Попав в Сторибрук, Зелина стала готовить компоненты для «времяворота», что ей практически удалось, но была чудесным образом побеждена светлой магией, имеющейся у сестры. Приняв облик Мэриан, она продолжительное время обманом прожила с Робином и забеременела от него в надежде насолить Королеве. Пожелала сбежать с ребёнком в Оз, но Реджина, не допустив этого, с помощью её магии отправилась к Эмме. Обманывает Белоснежку и присоединяется к Артуру, сделав Мерлина слугой Артура. Впоследствии, впрочем, Великая Ведьма сильно изменилась и в Подземном мире обрела давно потерянную истинную любовь Аида, чье сердце смогла запустить с помощью поцелуя истинной любви и присоединилась с сестрой. Отныне они не смертельные враги. Убила Аида, защитив Реджину. В 6 сезоне лишилась магии, чтобы спасти город от Чёрной Феи. |                           |                                                                                      |                        |                                        |                 |                                       |
| |                           |                                                                                      |                        |                                        |                 |                                       |
| Робин Гуд | н/д                       | Том Эллис (Первое появление) Шон Магуайр                                             | 5                      | 2, 3, 4, 6, 7                          | 51              | Мертв / двойник из мира желания (Жив) |
| Робин Гуд — знаменитый разбойник. Является лучником, который врывается в замок Румпельштильцхена, чтобы украсть волшебную палочку. Румпельштильцхен пленит его и пытает с намерением жестоко убить за то, что он пытался обворовать Тёмного мага, но, прежде чем он успевает сделать это, Белль освобождает его. Робин Гуд пытается убедить Белль бежать с ним, но она отказывается, вспомнив сделку и своё обещание служить Румпельштильцхену. В качестве наказания за его освобождение Румпельштильцхен берет Белль с собой, чтобы убить Робина Гуда у неё на глазах. В Шервудском лесу он находит его рядом с беременной и смертельно больной леди Мэриан. Белль убеждает Румпельштильцхена не оставлять ребёнка сиротой. И он, вспомнив своего сына, намеренно промахивается из лука, оставляя Робина Гуда и Мэриан в живых, вынуждая их бежать из Шервудского Леса. При поиске вещи, принадлежащей Румпельштильцхену, Нил и Мулан отправляются в Тёмный Замок, где встречают Робина Гуда. Он говорит, что он обязан отцу Нила/Бея «долг жизни», и поэтому Робин защищает Замок Румпельштильцхена и то, что в нём осталось. Узнав, что Нил — сын Румпельштильцхена, позволяет Нилу найти в Замке то что ему нужно. У Робина Гуда есть татуировка в виде герба со львом на запястье. Такая же, как у человека, на которого фея Динь-Динь указала Реджине как на якобы Истинную любовь Злой Королевы. После разрушения второго проклятия, наложенного Белоснежкой, начинает встречаться с Реджиной. В финале третьего сезона Эмма спасает и, чтобы не нарушить ход событий, берет с собой из прошлого женщину, которая оказывается Мэриан. Назревает любовный треугольник, Робин признается в том, что уже не любит Мэриан, и его сердце принадлежит Реджине, но как человек чести не может бросить жену. Отношения Робина и Реджины уже были одобрены Мэриан, когда её сердце стало замерзать. Чтобы спасти жену, Робин с ней и сыном покидает Сторибрук без возможности вернуться и прощается с Реджиной. Вскоре Королева едет на его поиски, дабы предупредить о Зелине, и после Робин возвращается к Реджине вместе с Великой Ведьмой, беременной его ребёнком. Однако Реджину это ни капли не оскорбляет. Напротив, она снова с ним воссоединяется. Со всеми он отправляется в преисподнюю. Был убит Аидом, спасая Реджину. Но в шестом сезоне Реджина Миллс возвращает его из мира желания в Сторибрук. А в конце альтернативный Робин Гуд из мира желания (то есть Магуайр Шон) вместе со Злой королевой (Лана Паррия) отправляются в сказочный лес. В последней серии шестого сезона показывают как Робин Гуд делает предложение Злой королеве. Они поженятся и будут жить долго и счастливо. |                           |                                                                                      |                        |                                        |                 |                                       |
| |                           |                                                                                      |                        |                                        |                 |                                       |
| Золушка | Элла Белфри               | Алехандра Перес (молодая) Дания Рамирес (взрослая)                                   | 7                      | н/д                                    | 22              | Жива                                  |
| Золушка — Элла Тремейн дочь Сесилии, падчерица Маркуса Тремейна и Рапунцель Тремейн, сводной сестра Анастасии и Дризеллы, жена Генри Миллса и мать Люси. В детстве ее мать снова выходит замуж, и у нее появляется сводная семья. Однако после возвращения первой жены отчима: Рапунцель, семейные отношения усложняются, поскольку Рапунцель начинает ревновать к новой семье. Как только ее мать и отчим были устранены, Элла становится горничной. Спустя годы она влюбляется в Генри Миллса и рожает Люси. Однако во время дня рождения Люси накладывается Темное проклятие. Элла отправляется в Страну Без Магии, и воссоединяется со своей семьей после того, как проклятие разрушается. Позже она посещает коронацию Реджины с мужем и дочерью. |                           |                                                                                      |                        |                                        |                 |                                       |
| |                           |                                                                                      |                        |                                        |                 |                                       |
| Рапунцель Тремейн | Виктория Белфри           | Габриэль Анвар                                                                       | 7                      | -                                      | 10              | Мертва                                |
| |                           |                                                                                      |                        |                                        |                 |                                       |
| |                           |                                                                                      |                        |                                        |                 |                                       |
| Люси Миллс | Люси Миллс                | Элисон Фернандес                                                                     | 6                      | 7                                      | 23              | Жива                                  |
| Люси Миллс — Люси, рожденная в Новом Зачарованном лесу в семье Генри Миллса и Золушки, стала катализатором пророчества проклятия. В Волшебном лесу , во время великих потрясений, Генри преследует неизвестная сущность, и он направляется в укрытие, где спит Люси. Разбудив ее, он сообщает дочери, что их обнаружили. Он отдает ей свою книгу «Однажды в сказке», которую она клянется защищать своей жизнью. Он прощается с ней и заставляет ее бежать, поскольку он остается, чтобы сразиться с наступающим противником. Вернувшись домой на следующее утро, она находит свой дом в руинах и начинает плакать, пока не приходит Фея Тигровая Лили . Сожалея о своем решении уйти, Фея дает понять, что она сделала все правильно, следуя указаниям отца, сохранив книгу в целости и сохранности. Затем она приказывает ей отправиться к своей матери. Фея пророчит о воссоединении между ней и ее отцом, однако будущее неясно, и она не может сказать, будут ли они в порядке. Затем она советует Люси никогда не терять надежду. В это время произносится Темное проклятие, и Люси отправляется на Гиперион-Хайтс, не помня о своей прошлой жизни в Волшебном лесу. Некоторое время спустя, Люси приезжает в Сиэтл. По дороге она читает новую книгу сказок. Покинув поезд, она тут же отправляется к квартире Генри и сообщает ему, что его семья нуждается в помощи. В конце концов, она засыпает вечным сном после того, как Виктория разбудила Анастасию. Люси просыпается, когда Виктория жертвует собой, чтобы спасти ее. После того, как «Темное проклятие» было снято и Готель превратилась в дерево, она воссоединилась со своими родителями и Региной, теперь, когда ее воспоминания были восстановлены до проклятия. Когда все миры объединяются, она с отцем и матерью празднуют коронацию Реджины. |                           |                                                                                      |                        |                                        |                 |                                       |
| |                           |                                                                                      |                        |                                        |                 |                                       |
| Тиана | Сабина                    | Мекиа Кокс                                                                           | 7                      | н/д                                    | 15              | Жива                                  |
| |                           |                                                                                      |                        |                                        |                 |                                       |

## Второстепенные герои
| Имя в Сказочном мире | Имя в Реальном мире          | Актёр                                                             | Второстепенная роль в сезонах | Гостевая роль в сезонах | Кол-во эпизодов | Статус |
| --- | ---------------------------- | ----------------------------------------------------------------- | ----------------------------- | ----------------------- | --------------- | ------ |
| |                              |                                                                   |                               |                         |                 |        |
| Семь гномов |                              |                                                                   |                               |                         |                 |        |
| Семь гномов представляют собой группу шахтёров, чьи имена отражают их главные черты личности. До смерти Тихони гномов было восемь. Они друзья семьи Белоснежки и Прекрасного принца. Позволили Белоснежке жить с ними, когда она убегала от Злой Королевы. |                              |                                                                   |                               |                         |                 |        |
| Мечтатель/Ворчун | Лерой                        | Ли Аренберг                                                       | 1, 2, 3, 4, 5, 6              | 7                       | 49              | Жив    |
| Ворчун — член Военного совета Зачарованного леса, гном и главный смутьян в Сторибруке. Он несколько грубоват и прямолинеен; вероятно руководит собратьями. Когда ещё был Мечтателем, влюбился в фею Нову, но после того как узнал, что Нова может потерять свои крылья после их планированного совместного побега, оказывается от этого и от неё, хотя продолжает её любить (из-за этого становится Ворчуном). В Реальном мире — разнорабочий. Будучи Лероем, он снова влюбляется в Нову (сестру Астрид) и помогает распродать свечи и оплатить аренду монахиням. |                              |                                                                   |                               |                         |                 |        |
| Чихун | Том Кларк                    | Гейб Наут                                                         | 1, 2, 3, 4, 5, 6              | н/д                     | 30              | Жив    |
| Чихун получил своё имя, потому что постоянно чихает. В Сторибруке он — владелец аптеки «Тёмная Звезда». После падения проклятия присоединяется к другим гномам в эксперименте по выяснению, почему жители Сторибрука не вернулись в Зачарованный Лес и что будет с теми, кто пытается покинуть город. Чихун пересекает границу города и снова теряет свои воспоминания о своей прошлой жизни, считая себя Томом Кларком. Позже Голубая Фея создаёт зелье, с помощью которого он восстанавливает свои воспоминания. |                              |                                                                   |                               |                         |                 |        |
| Умник | н/д                          | Дэвид-Пол Гроув                                                   | 1, 2, 3, 4, 5                 | н/д                     | 35              | Жив    |
| Умник — получил своё имя за ум. Принимает роды Белоснежки и помогает Эмме появиться на свет. |                              |                                                                   |                               |                         |                 |        |
| Соня | Уолтер                       | Фаустино Ди Бауда                                                 | 1, 2, 3, 4, 5, 6              | н/д                     | 34              | Жив    |
| Соня получил своё имя, потому что всегда хочет спать и постоянно зевает. В Сторибруке под именем Уолтер работает охранником в больнице и иногда засыпает на работе. |                              |                                                                   |                               |                         |                 |        |
| Скромник | н/д                          | Миг Макарио                                                       | 1, 2, 3, 4, 5                 | н/д                     | 32              | Жив    |
| Скромник получил своё имя за скромный характер. |                              |                                                                   |                               |                         |                 |        |
| Весельчак | н/д                          | Майкл Колман                                                      | 1, 2, 3, 4, 5                 | н/д                     | 31              | Жив    |
| Весельчак получил своё имя, потому что всегда весёлый и на его лице по жизни сияет улыбка. |                              |                                                                   |                               |                         |                 |        |
| Простачок | н/д                          | Джеффри Кайзер                                                    | 1, 2, 3, 4, 5                 | н/д                     | 29              | Жив    |
| Простачок получил своё имя за простой и лёгкий в общении характер. |                              |                                                                   |                               |                         |                 |        |
| |                              |                                                                   |                               |                         |                 |        |
| Вдова Лукас/Бабушка | Бабушка                      | Беверли Эллиотт                                                   | 1, 2, 3, 4, 5, 6              | 7                       | 45              | Жива   |
| Бабушка или Вдова Лукас отлично стреляет из арбалета и имеет остаточные способности оборотня. Суровая и боевая, достаточно хитра. В Сторибруке содержит гостиницу-кафе «У Бабушки». У неё проблемы со здоровьем. Есть любимая внучка Руби (Красная Шапочка), которую эти проблемы удерживают от переезда в другой город. В Сторибруке, как и в Зачарованном лесу, её фамилия Лукас и она вдова. Её муж, дед Руби, был оборотнем (его убили за оборотничество жители деревни) и ещё в молодости в волчьем обличье неосознанно убил всех её братьев и ранил её саму, отчего у неё остался шрам от когтей на пол-руки и чудесный волчий нюх, который не раз помогал сторибрукцам. В пятом сезоне она отправляется со всеми в Камелот. |                              |                                                                   |                               |                         |                 |        |
| |                              |                                                                   |                               |                         |                 |        |
| Голубая Фея | Рул Горм/Мать-Настоятельница | Киган Коннор Трейси                                               | 1, 2, 3, 4, 5, 6              | 7                       | 26              | Жива   |
| Голубая Фея бессмертна и является старейшим жителем Зачарованного Леса. На момент превращения Румпельштильцхена в Тёмного стража она уже стояла во главе фей. Учитывая нынешний возраст Румпельштильцхена, ей должно быть значительно больше 300 лет. Обычно появляется перед людьми, если они загадывают желание на синюю звезду. Гораздо менее могущественна, нежели Кора. В Сторибруке как Мать-Настоятельница возглавляет монашеский приход, в котором все монахини бывшие феи. Позже на время погибла от тени Питера Пэна и ожила после смерти Пена. Была заточена в шляпу чародея вместе со всеми другими монахинями-феями Румпельштильцхеном, который действовал через Крюка, похитив его сердце. Продюсеры сериала предлагали роль Голубой Феи известной певице Леди Гаге, но от её менеджера ответа так и не поступило. |                              |                                                                   |                               |                         |                 |        |
| |                              |                                                                   |                               |                         |                 |        |
| Доктор Виктор Франкенштейн | Доктор Уэйл                  | Дэвид Андерс                                                      | 1, 2, 3, 5, 6                 | н/д                     | 15              | Жив    |
| Доктор Виктор Франкенштейн прибыл не из Зачарованного леса. Особенность его родного мира заключается в том, что в нём почти полностью отсутствуют цвета, его мир похож на чёрно-белое кино, основанный не на сказках и фэнтези, как Зачарованный лес, а на «бульварных ужасах» и их экранизациях. По словам Румпельштильцхена, магия в том мире находится на жалком примитивном уровне, в соответствии с доминирующей ролью науки над магией. Виктор родился в неназванной милитаризированной стране, соответствующей Германии конца XIX-начала XX вв. Пытался оживить любимого брата при помощи своих экспериментов, но попытка провалилась. Его «чудовище» представляет собой классического зомби. В Сторибруке стал доктором Уэйлом, врачом местной больницы. После снятия проклятия пытался оживить жениха Реджины, но опять неудачно. Пристрастен к алкоголю и состоял в мимолетных отношениях с Мэри Маргарет. |                              |                                                                   |                               |                         |                 |        |
| |                              |                                                                   |                               |                         |                 |        |
| Джеппетто | Марко                        | Тони Амендола (взрослый) Майкл Штрусиевичи (ребёнок)              | 1, 2, 3, 4,6                  | 7                       | 11              | Жив    |
| Джеппетто — мастер-столяр из сказки Карло Коллоди «Приключения Пиноккио. История деревянной куклы». Когда они бежали на плоту из брюха гигантского кита, Джепетто и Пиноккио попали в бурю, где потом были выброшены на берега Зачарованного леса. Голубая Фея подарила мальчику человеческий облик за ту храбрость, что он проявил ради отца. Когда Военный совет решил сделать волшебный шкаф, Джепетто намеренно убедил Голубую фею сказать Белоснежке и Дэвиду, что магии шкафа хватит только на одного человека, чтобы иметь возможность отправить через портал Пиннокио и таким образом спасти его от Проклятия. Джимини протестовал против плана Джепетто, но тот в ответ напомнил о своих родителях, превращенных по вине его в кукол. В Сторибруке Джепетто остается мастером по дереву, но теперь его зовут Марко (возможна аллюзия на Папу Карло из повести-сказка Алексея Николаевича Толстого «Золотой ключик, или Приключения Буратино»). Также страдает от того, что у него нет детей (жена давно умерла). На короткий срок встречается с повзрослевшим Пиноккио, Августом Уэйном Бутом, пока тот не превращается в деревянную куклу. В начале второго сезона находит номер Августа, где обнаруживает только шапочку Пиноккио. Позже, когда Август снова становится ребёнком, забывая взрослую жизнь, у Марко появляется шанс начать всё сначала. Предоставляет вещи взрослого Пиноккио Реджине, чтобы помочь и сделать вклад в поиски Автора. |                              |                                                                   |                               |                         |                 |        |
| |                              |                                                                   |                               |                         |                 |        |
| Малефисента | н/д                          | Кристин Бауэр                                                     | 4                             | 1, 2                    | 12              | Жива   |
| Малефисента — злодейка из сказки «Спящая красавица». Владелица Тёмного проклятья Вечного сна. В Зачарованном лесу мстила принцессе Авроре, а до этого была врагом её матери. Её питомцем является ручной пони. В Сторибруке Реджина наложила на неё особое проклятие: суть его заключалась в том, чтобы Малефисента стала стражем некоего тайника. Как следствие, из-за проклятия её нельзя окончательно убить. Долго время насильно пребывала в образе дракона. После того, как её победила Эмма, фактически убив её драконью форму, находится в обличье среднем между человеком и драконом, становясь нежитью. По своему виду напоминает зомби. Воскрешена Круэллой и Урсулой во второй половине четвёртого сезона. Известно, что из-за четы Прекрасных потеряла ребёнка, которой, как оказалось, является старая подруга Эммы — Лилит. Получив дочь обратно, присоединяется к команде «добрых». |                              |                                                                   |                               |                         |                 |        |
| |                              |                                                                   |                               |                         |                 |        |
| Принц Генри | н/д                          | Тони Перес (пожилой) Зак Сантьяго (взрослый)                      | 1, 2                          | 4,5,6                   | 7               | Мёртв  |
| Принц Генри — отец Реджины. Очень простодушен, великодушен и мудр. Женился на Коре после того, как она доказала, что умеет прясть из соломы золото, и поселился в своём дворце в огромном поместье. Жил с ней в невесть каком счастливом, зато вполне крепком браке. Также служил впоследствии камердинером в замке дочери. Генри был убит Реджиной, чтобы активировать проклятие, которое перенесло всех жителей Зачарованного леса в Сторибрук. Несмотря ни на что, он безумно любит Королеву и готов ради неё на что угодно. В Загробном мире вновь встретился с дочерью и настоятельно посоветовал ей полностью избавиться от тлетворного влияния матери. Кора пыталась отправить мужа в «наихудший из миров», давя таким способом на Реджину, но он оказался достоин лучшего мира. Генри успел перед своим уходом познакомиться с приёмным внуком и завещал ему беречь мать, как и прежде. |                              |                                                                   |                               |                         |                 |        |
| |                              |                                                                   |                               |                         |                 |        |
| Джинн из Аграбы/Волшебное Зеркало | Сидни Гласс                  | Джанкарло Эспозито                                                | 1, 4, 5                       | 2, 3, 6                 | 13              | Жив    |
| Джинн из Аграбы был освобождён из волшебной лампы из-за доброты короля Леопольда, за что тот и поплатился, так как наивный джинн влюбился в его жену и под её манипуляциями натравил змей на старца. Позже, на оставшееся от него желание, он загадывает всегда быть вместе с Реджиной и становится узником её зеркала, не подразумевая данное. В Реальном мире он — репортёр газеты «Зеркало» Сидни Гласс. Некоторое время, ещё до падения первого заклятия, был шпионом, подосланным Реджиной к Эмме, дабы втереться к ней в доверие и выведать необходимую информацию. Раскрывшись, Королева вынуждает его взять всю вину на себя, за что упекает его в камеру. После освобождения Сидни становится зеркалом, только уже по её воле, и помогает в поисках Снежной королевы Ингрид, а став приспешником последней, освобождается от зеркальных уз и наконец обретает свободу. Имя Сидни Гласс: на английском иначе зеркало называют «looking glass». Газета Сидни Гласса называется «Зеркало». |                              |                                                                   |                               |                         |                 |        |
| |                              |                                                                   |                               |                         |                 |        |
| Король Георг | Альберт Спенсер              | Алан Дэйл                                                         | 1                             | 2,6                     | 8               | Жив    |
| Король Георг — в Зачарованном лесу приёмный отец принцев Джеймса и Дэвида. Пытался отравить Белоснежку и сделать её бесплодной, причастен к смерти матери братьев — обычной крестьянки Рут. В Реальном мире становится прокурором Альбертом Спенсером и, сохраняя неприязнь к Снежке, пытается заставить её признать вину в убийстве Кэтрин. |                              |                                                                   |                               |                         |                 |        |
| |                              |                                                                   |                               |                         |                 |        |
| Джефферсон/Безумный Шляпник | н/д                          | Себастиан Стэн                                                    | 1                             | 2                       | 6               | Жив    |
| Джефферсон — шляпник и хранитель шляпы, через которую можно попасть в другие Магические миры, в том числе в Страну Чудес. По вине Реджины застрял на долгое время в стране Чудес и стал Безумным Шляпником. В Сторибруке становится модельером и также шьёт шляпы. Он помнит свою жизнь в Зачарованном лесу и вынужден наблюдать за своей дочерью, которая живёт в другой семье и, как и все в Сторибруке, забыла, кто она, и не ведает, чья она на самом деле. Джефферсон не имеет возможности открыть ей правду. Именно в этом заключается его проклятие в Сторибруке. После его падения он воссоединился с Грейс. |                              |                                                                   |                               |                         |                 |        |
| |                              |                                                                   |                               |                         |                 |        |
| Принцесса Эбигейл | Кэтрин Нолан                 | Анастасия Гриффит                                                 | 1                             | 3                       | 8               | Жива   |
| Принцесса Эбигейл — дочь короля Мидаса, ворчливая и несколько избалованная девушка. На самом деле отнюдь не столь капризна, а просто-напросто потеряла любимого, который бросился спасать её отца и из-за него же случайно превратился в золотую статую. При помощи Дэвида, который был её женихом, вернула к жизни своего Фредерика. В Реальном мире это Кэтрин Нолан, жена Дэвида Нолана. Пропадает на время и считается убитой, но затем появляется, ничего не помня. Расстаётся с бывшим мужем, отпуская его к Мэри Маргарет. |                              |                                                                   |                               |                         |                 |        |
| |                              |                                                                   |                               |                         |                 |        |
| Кора/Червонная Королева | н/д                          | Барбара Херши (пожилая) Роуз Макгоуэн (молодая)                   | 2, 5                          | 1, 3, 4                 | 16              | Мертва |
| Кора Миллс — мать Реджины, очень сильная и коварная волшебница. В стране Чудес известна как Червонная Королева. Кора без сердца была крайне жестока и бескомпромиссна: отравила королеву Еву, подстроила спасение Белоснежки Реджиной и свадьбу той с Леопольдом. Не слушала дочь и всячески добивалась её успеха, убила её истинную любовь — Дэниела Колтера, так как он простолюдин и «не пара» знатной девушке. Она — мать двух величайших колдуний всех миров, а сама при таланте, уступающем их способностям, является настолько гениальным стратегом, планировщиком и психологом, что её грандиозный план по возведению младшей дочери в королевы раскрылся лишь сорок лет спустя. Дочь мельника, в молодости работала в трактире. Поверила королевскому садовнику, когда тот притворился принцем, забеременела от него, что помешало ей выйти замуж за принца Леопольда, с которым у них была взаимная симпатия. Родив, отнесла новорождённую в корзинке в лес и оставила там, потому как с ней она останется мельничихой навсегда. Малютка перенеслась с ураганом в Страну Оз, где её нашли крестьяне и назвали Зелёной. Она обладает колоссальным магическим потенциалом с самого детства и завидует Реджине, которая не подозревала о существовании старшей сестры. В будущем Кора очаровала принца Генри, но его отец заключил её в башню с условием, что если к утру она напрядёт из соломы злато, то выйдет замуж за его сына, а в противном случае её ждёт смерть. При помощи Тёмного мага она научилась прясть золото и обручилась с Генри, но запланировала побег со своим учителем. Выбрав власть вместо любви, вырвала своё сердце и отказалась от изначального намерения. Вскоре у них с супругом родилась дочь, которой гордая мать дала говорящее имя Реджина. Защищала клочок Волшебного леса, где все заснули на 28 лет во время заклятья Реджины, но остаются в своём мире. После пробуждения жителей Кора управляла их лагерем под видом Ланселота. Пыталась найти портал, чтобы попасть в Сторибрук вместе со своим союзником Крюком. Попав туда, воссоединилась с дочерью и помогла ей отнять Генри у Эммы. Умерла фактически от рук Реджины, однако из-за Белоснежки и той свечи, которую однажды сама ей и дала. Перед смертью с сердцем в груди сказала дочери, что любила её и всегда желала ей лучшего. В Загробном мире старая Кора встретилась с обеими дочерьми и пролила свет на отсутствующий в их памяти эпизод. В детстве Реджина случайно нашла палочку матери в шкатулке на магии крови и обратила волшебство против себя. Кора привела из страны Оз юную Зелену — гения магии, которая без труда исцелила Реджину. Они стали лучшими подругами, а однажды гостья нечаянно открыла заветную шкатулку, и Кора призналась, что обе девочки — единоутробные сёстры. Но ради великого будущего младшей циничная, расчётливая и властная дочь мельника дала им зелье уничтожения памяти, и обе сестры забыли о своём родстве напрочь. Так спустя сорок с лишком лет колдунья исправила ту знаменательную ошибку. Женщины примирились, вспомнив былую дружбу, и сумели простить мать, которая получила искупление и ухитрилась всё-таки попасть в лучший мир. |                              |                                                                   |                               |                         |                 |        |
| |                              |                                                                   |                               |                         |                 |        |
| Принцесса Аврора | н/д                          | Сара Болджер                                                      | 2, 3, 4                       | н/д                     | 16              | Жива   |
| Принцесса Аврора — дочь короля Стефана и Дикой Розы (первой Спящей красавицы), возлюбленная принца Филиппа. Незадолго до её свадьбы Малефисента наложила на неё сонное проклятие. Благодаря заклинанию Коры она осталась в числе прочих в Зачарованном Лесу. Впоследствии была разбужена Филиппом. Вдвоём с Мулан помогла Белоснежке и Эмме вернуться в Сторибрук. В будущем забеременела от супруга. Вместе с ним была превращена Зелёной в летучую обезьяну и перенесена в Сторибрук. Со «смертью» Великой Ведьмы Аврора приобрела истинный облик. Теперь воспитывает вместе с Филиппом сына в Сторибруке. |                              |                                                                   |                               |                         |                 |        |
| |                              |                                                                   |                               |                         |                 |        |
| Принц Филипп | н/д                          | Джулиан Моррис                                                    | 2, 3                          | н/д                     | 6               | Жив    |
| Принц Филипп — Истинная любовь Авроры. Был превращён Малефисентой в монстра и спасён Белль, которая познакомила его с Мулан. Потерял душу в битве с рейфом, но впоследствии Мулан и Аврора вернули её. Отец ребёнка Авроры. Вместе с ней был обращён Зелёной в летучую обезьяну и перенесён в Сторибрук. Со «смертью» Великой Ведьмы вернул истинный облик. Вместе с Авророй воспитывает в Сторибруке. |                              |                                                                   |                               |                         |                 |        |
| |                              |                                                                   |                               |                         |                 |        |
| Мулан | н/д                          | Джейми Чон                                                        | 2, 3, 5                       | н/д                     | 14              | Жива   |
| Мулан — союзница принца Филиппа и отважный воин. До встречи с ним служила в армии, а впоследствии вместе с Белль сняла с него проклятие Малефисенты. Испытывает чувства к Авроре, но уходит с Робином Гудом, когда узнаёт, что Аврора ждёт от Филиппа ребёнка. Наставница Мериды, которую обучить её военному делу. |                              |                                                                   |                               |                         |                 |        |
| |                              |                                                                   |                               |                         |                 |        |
| Уильям Сми | н/д                          | Крис Готье                                                        | 2, 3                          | 4,7                     | 9               | Жив    |
| Уильям Сми — собиратель диковин. Долгое время работал на Крюка и служил на «Весёлом Роджере». В промежутке между первым и вторым Тёмными заклятиями был крысой (превращён Румпелем). |                              |                                                                   |                               |                         |                 |        |
| |                              |                                                                   |                               |                         |                 |        |
| н/д | Оуэн Флинн/Грег Менделл      | Итан Эмбри (взрослый) Бенджамин Стокхэм (ребёнок)                 | 2                             | 3                       | 11              | Мёртв  |
| Курт Флинн и его маленький сын Оуэн Флинн были в походе в лесу штата Мэн в 1983 году, ночуя под открытым небом, когда проклятие вступило в силу, в результате чего они увидели, как на утро на месте леса вокруг оказался Сторибрук. Отец и сын отправились в новый город. Маленький Оуэн наслаждался компанией Реджины, и это привело к тому, что та решила оставить его себе. В результате Курт Флинн стал свидетелем того, как Королева контролировала шерифа Грэма при помощи сердца. Флинн и Оуэн пытаются покинуть город, и после погони Курта арестовали. Он приказал сыну бежать, и тот, исполнив это, поклялся когда-нибудь найти отца. После трагических событий в детстве он говорил всем подряд о магии и Сторибруке. Так он попал в «организацию» по уничтожению магии. Годы спустя, когда проклятие разрушено, незнакомец попал в автомобильную аварию в Сторибруке. Согласно водительскому удостоверению, его звали Грег Менделл. Его истинная личность раскрылась позднее — он оказался взрослым Оуэном Флинном, по-прежнему ищущим своего отца, однако его поиски привели к трагическому концу. Когда Грег, пытая Реджину, узнал, что она убила его отца вскоре после того, как он сбежал из города, то намеревался уничтожить Королеву, однако его, по счастью, остановили Дэвид и Белоснежка. Грег получил подтверждение словам Реджины после обнаружения черепа своего отца в том месте, где они когда-то разбили лагерь. Пытался уничтожить Сторибрук на пару со своей любовницей Тамарой при помощи «триггера», но их план провалился. Вскоре после этого похитил Генри и отправился с ним и Тамарой в Нетландию, где узнал, что «домашнего офиса организации по уничтожению магии» никогда не существовало. Всё это время их водили за нос Питер Пэн и Потерянные мальчики. Грег был убит тенью Пэна в результате отделения собственной тени от тела. |                              |                                                                   |                               |                         |                 |        |
| |                              |                                                                   |                               |                         |                 |        |
| н/д | Тамара                       | Соникуа Мартин-Грин                                               | 2                             | 3                       | 7               | Мертва |
| Тамара — женщина, которая пытается уничтожить всю магию в этом мире, считая её скверной. Её путь начинается в Гонконге, где она посещает мага по имени Дракон, который является самопровозглашённым целителем, утверждая, что у неё рак. Там она встречает Августа Уэйна Бута (Пиноккио), который также стремится исцелиться, так как постепенно превращается в дерево. Он крадёт у неё 10.000 долларов, чтобы заплатить Дракону за лечение. Вскоре она находит Августа и забирает у него зелье. Позже она возвращается к Дракону, который узнает её истинные намерения, и убивает его. Тамара возвращается в Нью-Йорк, где она начинает воплощать в жизнь свой план по обнаружению и сбору информации о Сторибруке. Она начинает встречаться с Нилом Кэссиди (Бейлфаером) и в конце концов становится его невестой. Тамара переезжает в Сторибрук к Нилу, который сообщает ей о своём магическом прошлом. Изначально она относится к этому скептически, но впоследствии она начинает верить в это. Однако, выясняется, что она уже знает про магию. Она находит полностью одеревеневшего Августа и предлагает ему зелье Дракона, которое она у него украла. Зелье находится в квартире Тамары в Нью-Йорке; чтобы иметь возможность поехать и забрать его, Август должен дать слово оставить Сторибрук навсегда. Но когда он узнаёт, что Тамара убила Дракона, он возвращается, чтобы предупредить Эмму об обмане. Август звонит Эмме из шерифского участка, но успевает только сказать «город в опасности: она хочет…» перед тем, как Тамара смертельно ранила его. Позже он воскрес в образе семилетнего мальчика, который не может вспомнить, кто напал на него, как и не помнит свою жизнь в этом мире. Тамара остаётся в Сторибруке с Нилом, который не подозревает, что она лишь притворяется, что любит его. На самом деле она — возлюбленная Грега Менделла, незнакомца, который попал в аварию на границе города. Тамара и Грег были отправлены в Сторибрук на миссию по уничтожению магии. Они получают волшебные бобы и «триггер», который может уничтожить Сторибрук. После того, как Эмма раскрывает обман, Тамара стреляет в Нила, и он падает в портал, который она открыла волшебным бобом. План Грега и Тамары по уничтожению Сторибрука провалился. Тогда они похищают Генри и отправляются через портал в Нетландию, утверждая, что Генри важнее, чем уничтожение магии. По прибытии в Нетландию Грег и Тамара понимают, что их одурачили. Столкнувшись с Потерянными Мальчиками (настоящий «домашний офис»), пара отказалась передать Генри им. После Тень Питера Пэна отрывает тень у Грега, убивая его. Тамару подстрелил в спину один из Потерянных Мальчиков. Мистер Голд находит и исцеляет Тамару, чтобы узнать местонахождение Генри. После Тамара просит прощения за нападение на его сына Бейлфаера (Нила Кэссиди), но жаждущий мести Румпельштильцхен убивает её, вырвав и раздавив её сердце. |                              |                                                                   |                               |                         |                 |        |
| |                              |                                                                   |                               |                         |                 |        |
| Леди Мэриан | н/д                          | Кристи Лэйнг                                                      | 4                             | 2, 3                    | 8               | Мертва |
| Леди Мэриан — жена Робина Гуда и мать их сына Роланда. Была казнена Реджиной ещё до наложения первого Проклятия. Во время своего путешествия в прошлое Эмма спасла её из тюрьмы Реджины, тем самым предотвратив смерть Мэриан. Вместе с Эммой переместилась во времени в Сторибрук, где она воссоединилась со своим мужем Робином Гудом и их сыном Роландом. Была заколдована Ингрид. Так как Робин уже почти не любил её, дала согласие на отношения Робина и Реджины, но из-за остаточного заклятья Ингрид была вынуждена покинуть Сторибрук вместе с Роландом и Робином. Впоследствии становится известно, что Мэриан была убита ещё в Зачарованном Лесу, а её место, используя кристалл, который может придавать человеку любое обличье, заняла Зелина. |                              |                                                                   |                               |                         |                 |        |
| |                              |                                                                   |                               |                         |                 |        |
| Потерянные Мальчики |                              |                                                                   |                               |                         |                 |        |
| Потерянные Мальчики (также известны как Заблудшие) живут в Нетландии и являются смертельно опасными слугами Питера Пэна. Все они выглядят лет на 17-18. Пэн начал формирование своей группы в Зачарованном Лесу, ещё в то время, когда там жил юный Бейлфайр. В тому время он использовал прозвище «Крысолов». Он играл на флейте кувикле, её музыку могли слышать только те дети, которые чувствовали, что их не любят. Услышав музыку дети погружались в транс и не замечали, как следовали за музыкой на край света. Во время своего пребывания в Нетландии, Венди Дарлинг замечает, что по ночам все юноши втихомолку плачут, потому что скучают по семье. Однако днём они заявляют, что не хотят возвращаться домой. |                              |                                                                   |                               |                         |                 |        |
| Феликс | н/д                          | Паркер Крофт                                                      | 3                             | 2                       | 11              | Мёртв  |
| Феликс — один из Потерянных Мальчиков и правая рука Питера Пэна. Впервые появляется в сериале, ведя группу на поиски корабля капитана Крюка, чтобы найти там определённого мальчика. Крюк позволяет Феликсу и Потерянным мальчикам обыскать свой корабль, когда он узнает, что мальчик, которого они разыскивают — Бэйлфаер. Когда Бэй позже узнает, что именно Крюк — тот человек, который увёл из семьи его мать Милу, он не хочет более оставаться на «Весёлом Роджере». После этого Крюк позволяет Потерянным Мальчикам найти и забрать Бэя себе. Изучив его лицо, Феликс заявляет, что он не тот, которого Питер Пэн хочет поймать, и велит отвести его к остальным. На показанном пергаменте видно лицо мальчика. Им оказался Генри Миллс, будущий сын Бэя. В Нетландии передал Румпельштильцхену послание от Питера Пэна — соломенную куклу, которая была последним подарком будущему Тёмному от его отца. Пытался схватить Нила, когда тот прибыл на остров, но Нилу удалось сбежать. Далее неоднократно участвовал в сражениях на стороне Питера Пэна и выполнял его поручения. Позже отказался сообщать Реджине и Эмме местонахождение Пэна. В Сторибруке был заключён в камеру Дэвидом и освобожден Пэном. Питер Пэн решил заново наложить на город заклятие Реджины и использовал сердце Феликса как последний ингредиент — сердце самого дорогого человека. |                              |                                                                   |                               |                         |                 |        |
| |                              |                                                                   |                               |                         |                 |        |
| Малкольм/Питер Пэн/Гамельнский крысолов | н/д                          | Робби Кей (Питер Пэн/Гамельнский крысолов) Стивен Лорд (Малкольм) | 3, 5                          | 7                       | 14              | Мертв  |
| Питер Пэн считается первым ребёнком, который появился в Нетландии. Контролирует Тень — изначального жителя острова. Много лет похищал мальчиков на свой остров. Грег и Тамара похищают Генри и переносят его в Нетландию, где выясняется, что Питер Пэн хочет завладеть Генри, так как он обладает «Сердцем Истинно Верующего». Обманом заставляет отдать своё сердце, уверяя, что это необходимо для спасения всей магии острова, но на самом деле Питер Пэн хотел спасти себя и стать бессмертным. Позже выясняется, что Питер Пэн — это отец Румпельштильцхена, которого зовут Малкольм. Ещё в Зачарованном Лесу он был вечно недовольным, раздражённым, эгоцентричным и безжалостным. Является полной противоположностью своего сына и сам был заклеймён как трус. Малькольм заключил сделку с Тенью: он вновь становится юношей и получает бессмертие, но взамен должен отказаться от сына, так как «у детей не может быть детей». Тень переносит маленького Румпельштильцхена обратно в Зачарованный лес. Малкольм берёт себе имя Питер Пэн в честь игрушки своего сына. Впоследствии Реджина вырывает у Питера «Сердце Истинно Верующего» и возвращает его Генри. В конце концов Питер Пэн погибает от руки Румпельштильцхена, перед этим, однако, успев наложить на город проклятие. Позже Питер Пэн возвращяется в Сторибрук из Подземного мира. Тень Питера Пэна озвучивает Мэрилин Мэнсон. |                              |                                                                   |                               |                         |                 |        |
| |                              |                                                                   |                               |                         |                 |        |
| Динь-Динь | н/д                          | Роуз Макайвер                                                     | 3                             | 6                       | 9               | Жива   |
| Динь-Динь — Зелёная фея, которая украла пыльцу и потеряла свои крылья из-за Реджины, указав той её «суженого», так как та, испугавшись, не пошла, а Динь-Динь оскорбила. Без магии она жила в Нетландии. Впоследствии поверила в себя и с помощью пыльцы получила крылья обратно. Поймала и уничтожила тень Питера Пэна, чем спасла Мать-Настоятельницу, у которой ранее тень отделилась от плоти. |                              |                                                                   |                               |                         |                 |        |
| |                              |                                                                   |                               |                         |                 |        |
| Королева Эльза | н/д                          | Джорджина Хэйг                                                    | 4                             | 3                       | 12              | Жива   |
| Эльза — правительница королевства Эренделл, с детства обладающая магической способностью управлять снегом и льдом. Сестра Анны и племянница Ингрид и Хельги. Эльза прославилась тем, что, не умея управлять собственными силами, погрузила однажды своё государство в вечную зиму, но с помощью сестринской любви обрела над ними контроль и разморозила всё. В Сторибруке она поначалу бродила тенью, желая отыскать пропавшую Анну, и вместе с нею одна не подверглась Третьему заклятию. Эльза узнала также, что Эмма является им с Анной «сестрой по духу», занимая место их собственной матери. После самоликвидации Ингрид они с Анной и Кристофом вернулись в Эренделл, где юная королева присутствовала на свадьбе последних и восстановила память о трёх сёстрах. |                              |                                                                   |                               |                         |                 |        |
| |                              |                                                                   |                               |                         |                 |        |
| Принцесса Анна | н/д                          | Элизабет Лэил                                                     | 4                             | н/д                     | 9               | Жива   |
| Анна — младшая сестра Эльзы и Истинная любовь Кристофа. Очень деятельная и эмоциональная девушка, всегда старается помогать людям. Отправилась в Зачарованный Лес, чтобы узнать, что искали там её родители. Была знакома с Белль и Прекрасным принцем ещё в Зачарованном Лесу. После приключений в Сторибруке Анна с сестрой и женихом вернулась на родину и вышла наконец замуж за Кристофа. |                              |                                                                   |                               |                         |                 |        |
| |                              |                                                                   |                               |                         |                 |        |
| Кристоф | н/д                          | Скотт Майкл Фостер                                                | 4                             | н/д                     | 8               | Жив    |
| Кристоф — Истинная любовь Анны, давний друг Прекрасного принца. Кристоф — простой парень из семьи ледорубов, которого в дальнейшем приютили каменные тролли; к ним он попал из-за своего неуёмного любопытства. Однако человеческого общения ему всё же недостаёт: что и говорить, если лучший друг молодого человека — олень Свен. |                              |                                                                   |                               |                         |                 |        |
| |                              |                                                                   |                               |                         |                 |        |
| Ингрид/Снежная Королева | Сара Фишер                   | Элизабет Митчелл (взрослая) Брайтон Шарбино (ребёнок)             | 4                             | н/д                     | 9               | Мертва |
| Ингрид — тётя Эльзы и Анны, также как и первая, обладающая силой снега и льда. Она была заточена в кувшин младшей сестрой, Гердой, матерью Анны и Эльзы, после того, как случайно убила среднюю сестру — Хельгу. Вырвавшись из сосуда, пытается сделать Эмму и Эльзу своими сёстрами, которых ей так не хватает, настраивая их против всех горожан и намекая на то, что все их боятся и не понимают. Погибает добровольно, решив отменить своё заклятие (заставившее всех горожан драться друг с другом) и взяв его на себя. Перед смертью узнает, что сёстры её всё же любили, и с улыбкой умирает, говоря, что идёт к ним. |                              |                                                                   |                               |                         |                 |        |
| |                              |                                                                   |                               |                         |                 |        |
| Ученик Чародея | н/д                          | Грэм Верчер (ребёнок) Тимоти Уэббер (старик)                      | 4, 5                          | н/д                     | 8               | Мёртв  |
| Ученик является пожилым человеком, служащим у Чародея. |                              |                                                                   |                               |                         |                 |        |
| |                              |                                                                   |                               |                         |                 |        |
| Лили | Лилит (Лили) Пейдж           | Агнес Брукнер (взрослая) Николь Муньос (ребёнок)                  | 4                             | н/д                     | 4               | Жива   |
| Лилит (Лили) Пейдж — дочь Малефисенты и подруга детства Эммы Свон. Ещё до её рождения (вылупления из яйца дракона) Прекрасный принц и Белоснежка при помощи Ученика Чародея передали всё зло от их также ещё не родившейся дочери в яйцо с Лилит, отчего та вечно влипает в передряги и подростком часто подставляла Эмму. Узнав всю правду, жаждала убить Белоснежку и Дэвида. Умеет обращаться, как мать, в дракона. Желает найти своего отца. В последней серии 7 сезона Реджина упоминает, что Малефисента нашла отца Лили — Зорро — и теперь они живут вместе. |                              |                                                                   |                               |                         |                 |        |
| |                              |                                                                   |                               |                         |                 |        |
| Урсула/Морская ведьма | н/д                          | Меррин Данги                                                      | 4                             | н/д                     | 6               | Жива   |
| Урсула — морская ведьма, которая является наполовину женщиной, а наполовину осьминогом; бывший член группировки Королев тьмы, ищущих свой счастливый финал. Изначально была русалочкой и дочерью Посейдона. Названа в честь морской богини. В прошлом была связана с Крюком (Киллианом Джонсом), из-за недовольства отца потеряла голос и заделалась с капитаном врагами. Разозлившись на отца в молодости, обратила русалочий хвост в щупальца осьминога и ушла из дому. Впоследствии она вернула голос, примирилась с отцом и Киллианом, а также помогла ему, открыв правду о планах Тёмного. Вернулась с отцом домой. |                              |                                                                   |                               |                         |                 |        |
| |                              |                                                                   |                               |                         |                 |        |
| Круэлла де Виль | Круэлла Файнберг             | Виктория Смарфит (взрослая) Милли Уилкинсон (ребёнок)             | 4, 5                          | н/д                     | 7               | Мертва |
| Круэлла де Виль — колдунья, которая обладает магией убеждения; бывший член группировки Королев тьмы, ищущих свой счастливый финал. С детства была запугана собаками матери — далматинами, а впоследствии, когда влюблённый в неё Автор дал ей дар, натравила этих же собак на мать, тем самым убив её. Погибла от рук Эммы в результате падения с обрыва, когда схватила Генри и с его помощью пыталась воздействовать на его родичей, чтобы убить Айзека, которого ненавидит по неизвестной причине. |                              |                                                                   |                               |                         |                 |        |
| |                              |                                                                   |                               |                         |                 |        |
| Сказочник | Айзек Хеллер                 | Патрик Фишлер                                                     | 4                             | 6                       | 8               | Жив    |
| Айзек Хеллер является таинственным автором «Книги сказок» Генри Миллса. Тайно влюблён в Круэллу де Виль. Волшебным пером лишил её способности убивать. Написал альтернативную книгу «Герои и злодеи» и приобрёл популярность. Но, написав книгу о себе, лишает себя звания «автор». Генри отправляется с Айзеком в его «новый» мир, но он пытается помешать Генри исправить «счастливую концовку» Робина и Зелины. Позже лишается всей своей популярности. В данный момент Айзек сидит в тюрьме Сторибрука. |                              |                                                                   |                               |                         |                 |        |
| |                              |                                                                   |                               |                         |                 |        |
| Мерлин/Чародей | н/д                          | Эллиот Найт Джонатан Адамс (голос)                                | 5                             | 4                       | 6               | Мёртв  |
| Мерлин — могущественный чародей. |                              |                                                                   |                               |                         |                 |        |
| |                              |                                                                   |                               |                         |                 |        |
| Король Артур | н/д                          | Лиам Гэрриган (взрослый) Уэбб Хайес (ребёнок)                     | 5                             | н/д                     | 11              | Мертв  |
| Артур является королём Камелота. В детстве Мерлин предсказал ему, что он станет великим королём Камелота и достанет меч в камне. Когда он достал меч, он оказался сломанным. Долгие годы искал вторую часть, пока не узнал, что это кинжал Тёмного. Когда Эмма появляется в Камелоте и он узнает, что она Тёмная, всеми силами пытается отобрать у неё кинжал. Вступил в заговор с Зелёной. Подчинил себе Мерлина. Женат на Гвиневре. |                              |                                                                   |                               |                         |                 |        |
| |                              |                                                                   |                               |                         |                 |        |
| Мерида | н/д                          | Эми Мэнсон                                                        | 5                             | н/д                     | 8               | Жива   |
| Мерида является принцессой. Встретилась с Эммой в Зачарованном лесу. Приняла её за ведьму и сбежала, за огоньком, который должен помочь ей спасти своих братьев. Эмма хотела её убить, однако Крюк остановил её. Позже попадает в тюрьму, а Артур отбирает у неё огонёк. Сбегает вместе с Мерлином и всеми остальными. Белль спасает её братьев от клана Данброх. В Сторибруке делает из Румпеля героя. |                              |                                                                   |                               |                         |                 |        |
| |                              |                                                                   |                               |                         |                 |        |
| Королева Гвиневра | н/д                          | Джоанна Метрасс (взрослая) Далила Бела (ребёнок)                  | 5                             | н/д                     | 8               | Жива   |
| Гвиневра является женой короля Артура и королевой Камелота. |                              |                                                                   |                               |                         |                 |        |
| |                              |                                                                   |                               |                         |                 |        |
| Сэр Ланселот | н/д                          | Синкуа Уоллс                                                      | 2, 5                          | н/д                     | 6               | Жив    |
| Сэр Ланселот — рыцарь круглого стола короля Артура, но ушёл от него из-за женщины, став наёмником. Схватил Белоснежку и доставил во дворец к королю Георгу. Когда король напоил её зельем бесплодия, Ланселот помог снять заклятие, найдя живую воду. Провёл обряд бракосочетания Белоснежки и Прекрасного принца на глазах умирающей Рут. Длительное время Кора использовала его внешность, чтобы возглавлять лагерь уцелевших после проклятия Реджины. |                              |                                                                   |                               |                         |                 |        |
| |                              |                                                                   |                               |                         |                 |        |
| Вайолет | н/д                          | Оливия Стил Фалконер                                              | 5, 6                          | н/д                     | 5               | Жива   |
| Вайолет является дочерью сэра Моргана. После заклятья она с Генри присоединяется к операции «Треклист», чтобы уничтожить магию. Узнав, что её отец, сэр Морган, родился в мире без магии решает остаться в Городе. Также она влюблена в Генри. |                              |                                                                   |                               |                         |                 |        |

## Третьестепенные герои
| |               |                                                               |                                                                              |        |
| Золушка | Эшли Бойд     | Джесси Шрэм                                                   | 1.04, 1.12, 4.07, 6.03                                                       | Жива   |
| Золушка — главная героиня сказки с одноимённым названием. Она первоначально была горничной у своей мачехи. Хотела присутствовать на Королевском балу. Она встречает Румпельштильцхена после того, как он убивает её фею-крестную ради волшебной палочки той. Тёмный маг предлагает ей сделку — её желание в обмен на то, что она отдаст ему в будущем что-то ценное. Она соглашается и подписывает контракт, не читая написанных в нём условий соглашения. Впоследствии отправляется на бал, где она встречает принца Томаса. Двое влюбляются и женятся. Тем не менее, позже Румпельштильцхен напоминает Элле про договора и сообщает ей, что он хочет её первенца. Когда обнаруживает, что она беременна, она пытается убежать. Томас и Прекрасный Принц разрабатывают план, чтобы пленить Румпельштильцхена, надеясь, что так Золушка избежит сделки. План проходит успешно, но Томас исчезает. Румпельштильцхен клянется, что она никогда не увидит Томаса снова, пока контракт не будет выполнен, что ей не убежать от этой сделки ни в этом мире, ни в другом. В Сторибруке Эшли Бойд — одинокая 19-летняя беременная горничная. Отец ребёнка Шон Герман (принц Томас), которому отец запретил видеть Эшли. Последний организует сделку с мистером Голдом (Румпельштильцхен), в которой Эшли продаёт своего ребёнка Голду. Изначально она соглашается на обмен, но в дальнейшем принимает решение оставить ребёнка. Она пытается бежать из города, но роды начались, не успела она выехать за городскую черту. Эмма Свон привозит её в больницу, где она рожает дочь Александру и воссоединяется с Шоном. Эмма соглашается оказать одну услугу мистеру Голду, если он разрешит Эшли оставить ребёнка. Позднее Шон делает Эшли предложение, и она соглашается. Золушка возглавляет в Сторибруке клуб молодых мам. Имя Эшли Бойд: — зола предшествует пеплу (ash — Эшли) в процессе горения. Бойд от гэльского слова «buidhe», что значит «с желтыми волосами». |               |                                                               |                                                                              |        |
| |               |                                                               |                                                                              |        |
| Принц Томас | Шон Герман    | Тим Филиппс                                                   | 1.04, 1.12, 6.03                                                             | Жив    |
| Принц Томас — Истинная любовь Золушки. В Сторибруке отец Шона Германа запретил видеть Эшли, но в больнице, где она рожает дочь Александру, воссоединяется с возлюбленной. Позднее он делает предложение Золушке, и она соглашается. |               |                                                               |                                                                              |        |
| |               |                                                               |                                                                              |        |
| Гас | Билли         | Джэрод Джонсон                                                | 1.04, 1.05, 1.19, 2.07, 2.17, 6.03                                           | Мёртв  |
| Гас является домашней мышью, жившей в доме Золушки. |               |                                                               |                                                                              |        |
| |               |                                                               |                                                                              |        |
| Принц Джеймс | н/д           | Джошуа Даллас                                                 | 1.06, 2.13, 5.12, 5.19, 6,12                                                 | Мёртв  |
| Принц Джеймс — брат-близнец «Прекрасного» Принца Дэвида. Был отдан Румпельштильцхену в уплату «долга», а тот потом отдал мальчика Королю Джорджу. Был воспитан эгоистичным и бесчестным. Именно он обманул Великана Антона и вторгнулся вместе со своей возлюбленной Джеклин (Джек) в Замок Великанов, где в разгар битвы бросил её умирать. Погиб от собственного высокомерия, когда не заметил удара в спину от ранее побежденного им противника. |               |                                                               |                                                                              |        |
| |               |                                                               |                                                                              |        |
| Рут | н/д           | Габриэль Роуз                                                 | 1.06, 2.03, 4.02, 6.07, 6.12                                                 | Мертва |
| Рут — мать близнецов Джеймса и Дэвида. Осталась вдовой, после того как её муж, бывший пьяницей, разбился со своей телегой. Добрая и любящая мать. Она умерла от стрелы рыцаря короля Джорджа, могла спастись, выпив животворящей воды, но обманом заставила выпить воду Белоснежку, чтобы избавиться от бесплодия. Перед смертью успела увидеть импровизированную свадьбу сына и Белоснежки. |               |                                                               |                                                                              |        |
| |               |                                                               |                                                                              |        |
| Король Мидас | н/д           | Алекс Захара                                                  | 1.06, 3.21                                                                   | Жив    |
| Король Мидас — мудрый и любящий отец принцессы Эбигейл, невесты принца Джеймса. Живёт в золотом замке. Может прикосновением руки превратить любой предмет в золото: так возлюбленный Эбигейл случайно стал золотой статуей. |               |                                                               |                                                                              |        |
| |               |                                                               |                                                                              |        |
| Зосо | н/д           | Брэд Дуриф                                                    | 1.08, 4.04                                                                   | Мёртв  |
| Зосо являлся Тёмным Магом до Румпельштильцхена. Рассказал тому, где найти его собственный кинжал. Зосо же спровоцировал Румпеля убить его, потому что более не мог выносить бремя Тёмного. |               |                                                               |                                                                              |        |
| |               |                                                               |                                                                              |        |
| Король Леопольд | н/д           | Ричард Шифф (пожилой) Эрик Ланж (взрослый)                    | 1.11, 1.18, 3.18                                                             | Мёртв  |
| Король Леопольд — мягкосердечный отец Белоснежки. Будучи принцем, собирался жениться на Коре, но, узнав от подслушавшей Евы разговор садовника и Коры о том, что она беременна, разрывает помолвку. В итоге был обручен с принцессой Евой, которая, будучи королевой, умирает не без помощи Коры. Леопольд женится на Реджине, будущей Злой Королеве, после того как она спасает его дочь, Белоснежку, лошадь которой побежала галопом, что обошлось также не без коварной Коры. Освобождает джинна из лампы, загадав желание, и берет его с собою во дворец. Впоследствии Реджина обманом вынудила влюбленного в неё джинна убить старого короля. |               |                                                               |                                                                              |        |
| |               |                                                               |                                                                              |        |
| Сэр Морис | Мо Френч      | Эрик Кинлисайд                                                | 1.12, 2.04, 3.22, 4.06                                                       | Жив    |
| Сэр Морис — отец Белль. В Сторибруке под именем Мо Френч владеет цветочным магазином. Пытался стереть Белль память, чтобы она забыла Румпельштильцхена, но потерпел неудачу. Был избит Румпелем. В итоге Морис смирился с их романом и благословил брак. |               |                                                               |                                                                              |        |
| |               |                                                               |                                                                              |        |
| Дэниел Колтер | н/д           | Ной Бин                                                       | 1.18, 2.05                                                                   | Мёртв  |
| Дэниел Колтер — Истинная любовь Реджины, благородный и отважный конюх. Они хотели сбежать и тайно сыграть свадьбу, но Кора узнала об их планах. В итоге Кора убила Дэниела, вырвав ему сердце и уничтожив его на глазах своей дочери. Реджина применила противотленное заклинание, чтобы тело Дэниела всегда оставалось нетронутым. В Сторибруке его гроб находился в фамильном склепе Реджины. После снятия проклятия был неудачно воскрешен доктором Виктором Вэйлом (он же Франкенштейн). Из-за того, что Дэниел сильно страдал после оживления и не мог себя контролировать — поначалу атаковал Реджину и едва не убил Генри — Королеве пришлось, при помощи магии, убить своего жениха. На этот раз не осталось даже тела. Впоследствии в Загробном мире Реджина вместе с Белоснежкой отыскала надгробие с надписью «Дэниел Колтер», увидала его опрокинутым и сказала с нежностью, что рада, что Дэниел попал на Олимп; что он был любовью всей её жизни и что она не забудет его. |               |                                                               |                                                                              |        |
| |               |                                                               |                                                                              |        |
| Антон/Кроха | н/д           | Хорхе Гарсиа                                                  | 2.06, 2.13, 2.19                                                             | Жив    |
| Антон — последний из живых великанов. Был младшим братом из семьи великанов, однажды спускался к людям и познакомился с принцем Джеймсом (братом Дэвида), из-за которого и погибли все остальные великаны. Впервые появляется в сериале, когда Эмма и капитан Крюк взобрались по волшебному стеблю за компасом. В ходе операции был усыплен маковым сонным порошком. Эмма сохранила ему жизнь и попросила, чтобы он задержал капитана Крюка, что он и сделал. Позже пленен и уменьшен Корой, помог вырастить урожай волшебных бобов в Сторибруке, стал «восьмым гномом» с именем Кроха, данным киркой. |               |                                                               |                                                                              |        |
| |               |                                                               |                                                                              |        |
| Королева Ева | н/д           | Рена Софер (взрослая) Ева Боурн (молодая)                     | 2.15, 2.16, 3.18                                                             | Мертва |
| Королева Ева — мать Белоснежки, смертельно отравлена Корой, когда Белоснежка была ещё ребёнком. Будучи принцессой, являлась до ужаса спесивой и высокомерной. Подслушала разговор Коры и королевского садовника, который обманул ту и оставил беременной. Рассказала это Леопольду, тем самым разрушив его помолвку с Корой. Впоследствии стала умной и справедливой королевой, но погибла, по сути, от вздорного характера Коры. |               |                                                               |                                                                              |        |
| |               |                                                               |                                                                              |        |
| Шериф Ноттингема | Кит           | Уил Трэвэл                                                    | 2.19, 4.18, 4.20, 6.11, 6.12                                                 | Жив    |
| Шериф Ноттингема — противник Робина Гуда, который пытался увести у него леди Мэриан. |               |                                                               |                                                                              |        |
| |               |                                                               |                                                                              |        |
| Семья Дарлинг |               |                                                               |                                                                              |        |
| Когда юный Бейлфайр, сын Румпельштильцхена, переносится в мир без магии, он оказывается в Лондоне, начала 18 века. Будучи бедным уличным мальчишкой, Бей врывается в дом семьи Дарлинг, чтобы украсть хлеба. Его вскоре обнаружила Венди Дарлинг, которая предлагает тайно ему приют в доме её семьи. Позже о нём узнают её родители, которые решили усыновить его. Дети Дарлингов рассказывают Бею про таинственную Тень, которая прилетает к их окну каждую ночь и предлагает перенести их в волшебный мир, для детей — Неверленд. Зная, как магия может отравлять жизнь по своему прошлому в Зачарованном Лесу, Бей просит детей игнорировать Тень. Несмотря на это, Венди уходит с Тенью в Неверленд. На следующий день Венди возвращается и рассказывает о Неверленде, говоря, что Тени не нужны девочки и следующей ночью Тень придет за одним из её братьев. Она описала Неверленд как интересное место, но где дети каждую ночь плачут по своей семье. В ту ночь юные Дарлинги пытались безуспешно создать ловушки, чтобы защитить себя, и Бей решает принести себя в жертву, чтобы Тень не забрала Венди, Джона и Майкла. Они были вынуждены беспомощно смотреть, как Тень забирает Бейлфайра в Неверленд. Бею удается атаковать Тень огнём от зажигалки, он падает в море, где его находит Капитан Крюк. Таким образом, он оказывается на борту корабля «Весёлый Роджер» в Неверленде. |               |                                                               |                                                                              |        |
| н/д | Венди Дарлинг | Фрея Тингли                                                   | 2.21, 3.07, 3.08, 3.09, 3.10                                                 | Жива   |
| Венди Дарлинг приютила юного Бейлфайра у себя дома, в Лондоне. Летала добровольно с Тенью Питера Пэна в Неверленд. Вскоре была уже похищена Тенью, в итоге стала пленницей Питера Пэна в Неверленде и была вынуждена во всем ему подчиняться. Вернулась в Сторибрук на «Веселом Роджере» и воссоединилась с братьями. Позже они вернулись в Лондон. |               |                                                               |                                                                              |        |
| н/д | Джон Дарлинг  | Мэтт Кейн (взрослый) Уильям Эйнсчо (ребёнок)                  | 2.21, 3.07, 3.09, 3.10                                                       | Жив    |
| Джон Дарлинг является старшим сыном мистера и миссис Дарлинг и носит прозвище «Очкарик». Майкл и Джон Дарлинг стали Потерянными Мальчиками и были вынуждены во всем подчиняться Питеру Пэну, что защитить свою сестру от его гнева. Он и Майкл, будучи Потерянными Мальчиками, отправились в Сторибрук, чтобы помешать Ариэль и Белль найти оружие против Питера Пэна. Также братья Дарлинг пытались усыновить новорождённого Генри, чтобы забрать его в Неверленд и отдать Питеру Пэну. После смерти Питера Пэна воссоединяется с сестрой и они возвращаются в Лондон. |               |                                                               |                                                                              |        |
| н/д | Майкл Дарлинг | Джеймс Иммекус (взрослый) Бенджамин Кук (ребёнок)             | 2.21, 3.07, 3.09, 3.10                                                       | Жив    |
| Майкл Дарлинг является младшим сыном мистера и миссис Дарлинг и носит прозвище «Брелок». Майкл и Джон Дарлинг стали Потерянными Мальчиками и были вынуждены во всем подчиняться Питеру Пэну, чтобы защитить свою сестру от его гнева. Он и Джон, будучи Потерянными Мальчиками, отправились в Сторибрук, чтобы помешать Ариэль и Белль найти оружие против Питера Пэна. Также братья Дарлинг пытались усыновить новорождённого Генри, чтобы забрать его в Неверленд и отдать Питеру Пэну. После смерти Питера Пэна воссоединяется с сестрой и они возвращаются в Лондон. |               |                                                               |                                                                              |        |
| |               |                                                               |                                                                              |        |
| Весельчаки |               |                                                               |                                                                              |        |
| Весельчаки — отряд благородных разбойников Робина Гуда. |               |                                                               |                                                                              |        |
| Малыш Джон | н/д           | Джейсон Буркарт                                               | 3.03, 3.12, 3.20, 4.01, 4.18, 4.22, 5.22, 5.23                               | Жив    |
| Малыш Джон — лучший друг Робина Гуда. Часть группы мужчин «Весельчаки», которые работают под началом Робина Гуда. После повторного наложения проклятия Реджины был превращён в Летучую обезьяну, когда попытался пересечь границу Сторибрука. После победы над Зелиной вновь стал человеком. |               |                                                               |                                                                              |        |
| Братец Тук | н/д           | Майкл П. Норти                                                | 3.12, 3.13, 3.18, 5.22, 5.23                                                 | Жив    |
| Братец Тук является членом отряда Весельчаки. |               |                                                               |                                                                              |        |
| |               |                                                               |                                                                              |        |
| Роланд | н/д           | Рафаэль Алехандро                                             | 3.03, 3.13, 3.18, 3.22, 4.01, 4.03, 4.08, 4.11, 4.16, 5.01, 5.02, 5.22, 5.23 | Жив    |
| Роланд является сыном Робина Гуда и его жены Леди Мэриан. |               |                                                               |                                                                              |        |
| |               |                                                               |                                                                              |        |
| Ариэль | н/д           | Джоанна Гарсиа-Свишер                                         | 3.06, 3.07, 3.10, 3.17, 4.16,6x15,7.21                                       | Жива   |
| Ариэль — русалочка, которая спасла тонущую Белоснежку, когда та бежала от стражей Злой королевы. Влюблена в принца Эрика, выбирая между любовью и подругой, лишилась голоса. После помогла Реджине и Румпельштильцхену, получила свой голос обратно и воссоединилась с Эриком в Сторибруке. После второго заклятья живёт с Эриком, своей Истинной любовью, на острове Висельник. |               |                                                               |                                                                              |        |
| |               |                                                               |                                                                              |        |
| Принц Эрик | н/д           | Гил МакКинни                                                  | 3.06, 3.10, 3.17                                                             | Жив    |
| Принц Эрик — Истинная Любовь русалочки Ариэль. В Реальном мире живёт в Сторибруке, впоследствии воссоединяется с Ариэль на острове Висельника. |               |                                                               |                                                                              |        |
| |               |                                                               |                                                                              |        |
| Уолш/Волшебник Страны Оз/Летающая Обезьяна | н/д           | Кристофер Горэм                                               | 3.12, 3.16, 3.20                                                             | Мёртв  |
| Уолш был фокусником-неудачником в Реальном мире, однако волею случая его заносит в Страну Оз, где он притворяется волшебником. Разоблачён Зелиной и превращен в крылатую обезьяну (крылача). Становится её вернейшим прислужником и по заданию хозяйки шпионит за потерявшей воспоминания Эммой Свон, встречаясь с ней в Нью-Йорке. Неизвестно, что с ним стало после удара трубой Эммы. |               |                                                               |                                                                              |        |
| |               |                                                               |                                                                              |        |
| Чёрная Борода | н/д           | Чарльз Межер                                                  | 3.17, 3.21, 4.09, 4.22                                                       | Жив    |
| Чёрная Борода является капитаном, пиратом и врагом Крюка. |               |                                                               |                                                                              |        |
| |               |                                                               |                                                                              |        |
| Королева Герда | н/д           | Паскаль Хаттон (взрослая) Ава Мари Телек (ребёнок)            | 4.01, 4.07, 4.11                                                             | Мертва |
| Королева Герда является матерью Эльзы и Анны и младшей сестрой Ингрид и Хельги. Заточила Ингрид в сосуд, когда та случайно убила Хельгу, а также стёрла воспоминания всего Эренделла о сёстрах. Много лет спустя вместе с мужем погибла на корабле в шторм. Герда успела написать перед смертью исповедь, откуда дочери её узнали, что она покаялась в своём поступке с Ингрид и просила освободить её. В Эдеме Герда воссоединилась с сёстрами. |               |                                                               |                                                                              |        |
| |               |                                                               |                                                                              |        |
| Пабби, Король Троллей | н/д           | Джон Рис-Дэвис (голос)                                        | 4.01, 4.06, 4.07                                                             | Жив    |
| Пабби — Король Троллей в Эренделле. |               |                                                               |                                                                              |        |
| |               |                                                               |                                                                              |        |
| Принц Ханс | н/д           | Тейлор Джейкоб Мур                                            | 4.03, 4.09, 4.10                                                             | Жив    |
| Ханс — принц Южных Островов, желающий захватить Эренделл. Короткое время был помолвлен с Анной, что было частью его коварного плана. |               |                                                               |                                                                              |        |
| |               |                                                               |                                                                              |        |
| Рыцари Круглого стола — группа доверенных воинов короля Артура. |               |                                                               |                                                                              |        |
| Сэр Кей | н/д           | Ли Майдоб (взрослый) Эрен Кассам (ребёнок)                    | 5.01, 5.04                                                                   | Мёртв  |
| Сэр Кей является рыцарем, который в детстве всегда говорил, что Артур не сможет вытащить меч из камня. Много лет спустя он сам попытался это сделать, но погиб. |               |                                                               |                                                                              |        |
| Сэр Персиваль | н/д           | Эндрю Дженкинс                                                | 5.01, 5.02, 5.04                                                             | Мёртв  |
| Сэр Персиваль является одним из рыцарей Круглого стола. В детстве его деревню сожгла Злая Королева Реджина. Когда Реджина прибыла в Камелот, он попытался её убить, отомстив тем самым за родных, однако это ему не удаётся. Он ранит Робина Гуда, а его самого убивает Дэвид (Прекрасный Принц). |               |                                                               |                                                                              |        |
| Сэр Морган | н/д           | Райан Роббинс                                                 | 5.05                                                                         | Жив    |
| Сэр Морган является отцом Вайолет. |               |                                                               |                                                                              |        |
| |               |                                                               |                                                                              |        |
| Вортиган | н/д           | Даррен Мур                                                    | 5.07                                                                         | Мёртв  |
| Вортиган является колдуном, практикующим Тёмную магию. |               |                                                               |                                                                              |        |
| |               |                                                               |                                                                              |        |
| Нимуэ | н/д           | Гай Фачон (Первое появление) Каролина Форд (Второе появление) | 5.05, 5.07, 5.10, 5.11                                                       | Мертва |
| Нимуэ является девушкой, которою полюбил Мерлин. Самый первый Тёмный маг. Коварная и загадочная красавица. |               |                                                               |                                                                              |        |

## Существа и расы
В этом разделе перечислены существа и расы, которые появляются в сериале.
Гадюки Аграбы убили Короля, отца Белоснежки.
Драконы дышат огнём, примерно в 5 раз больше человека.
Гномы — ниже ростом, чем люди. Вылупляются из яиц, при этом выглядят как взрослые мужчины. Бывают только мужского пола. Когда гном вылупляется, ему дают волшебную кирку, которая определяет имя гнома, по словам последних, «кирка никогда не лжёт». Гномы не умеют любить и проводят всю свою жизнь в шахтах, добывая алмазы для волшебной пыли Фей. Благодаря пыльце Фей Мечтатель/Ворчун смог полюбить начинающую Фею Нову.
Феи — волшебные существа с крыльями (могут превращаться в человека), которые совершают добро с помощью волшебной пыльцы.
Джинны
Великаны
Русалки наполовину люди, наполовину рыбы. Они могут путешествовать по океанам любых миров. Неприятные и очень опасные существа. Им нельзя верить, потому что обычно они всегда лгут, однако Ариэль никогда не была злой, а напротив любила и спасала своих друзей. Один день в году морская богиня Урсула дает русалкам возможность выйти на сушу и иметь ноги до рассвета. В Неверленде Реджина, желая остановить бурю, превратила пойманную русалку в золотую статую. По-видимому, русалок можно вызвать при помощи морских раковин.
Огры — гигантские и враждебные существа. Они слепые и идут на шум. Кровожадны. В волшебном мире с ними шли целые войны.
Понго — это пес породы далматин. Домашний любимец доктора Арчи Хоппера, всегда с Арчи будь то дом, или его кабинет. Нашёл другой вход в подземную шахту, где были заточены Арчи и Генри. Когда Кора в обличье Реджины пришла убить Арчи, сразу понял, кто перед ним, и залаял на «Реджину», к сожалению, это не помогло спасти Арчи. Именно Понго принёс весть о нападении на доктора Хоппера, «рассказав» про происшествие Руби. Понго является именем одного из главных героев, отца семейства далматинов, в мультфильмах и фильмах «101 далматинец».
Тени живут в другом мире, на острове под названием Неверленд. Тень — коренной житель острова, забирает тени у людей, тем самым убивая человека. Если тень вернуть хозяину, то человек оживает. Все тени живут в лесу в Неверленде. Тень заключила договор с Малькольмом, отцом Румпельштильцхена, и превратила его в мальчика. После превращения в ребёнка Малькольм взял себе прозвище Питер Пен (имя игрушки его сына). Тень была убита феей Динь-Динь. Тень Питера Пэна озвучивает Мэрилин Мэнсон.
Тролли кровожадны, обитают в определённых местах, любят драгоценности и деньги и очень опасны. На мосту Троллей Белоснежка спасла Принца с помощью волшебной пыли Фей.
Оборотни — люди, превращающиеся в волка в полнолуние. Некоторые собираются в стаи. С внутренним волком можно смириться и контролировать его действия, неопытные оборотни крайне опасны, могут убить близкого человека, не контролируют себя. В обычное время люди с геном имеют хороший нюх. Красная шапочка является оборотнем, как и её семья, из которой она знала только бабушку. Бабушка тоже когда-то была волком, она сшила для Шапочки специальный плащ, не дающий человеку превращаться в волка.
Призраки представлены в виде существ с капюшоном, красными глазами и костяными руками. В Зачарованном Лесу их также называют — Рэйф; в родной стране Мулан их называют — Кушен. Используют особый талисман, чтобы помечать своих жертв. Не переносят солнечный свет, поэтому охотятся только ночью или в помещениях куда не проникают солнечные лучи. Несмотря на это, солнечный свет не причиняет им вреда — Румпельштильцхен/Мистер Голд призвал Призрака днем. Это существо будет охотиться на «меченого», пока не поглотит его душу. Оно отправляет душу в другой неизвестный мир, оставляя в этом мире безжизненное тело. Однако душу можно вернуть назад в тело. Злая Королева была помечена амулетом Призрака, но её душу он так и не поглотил. Белоснежка, Прекрасный Принц и Эмма отправили Призрака в Зачарованный Лес, где он пометил и поглотил душу принца Филиппа. Однако позже Мулан и Аврора (Спящая Красавица) вернули её Филиппу.

## Кастинг актёров

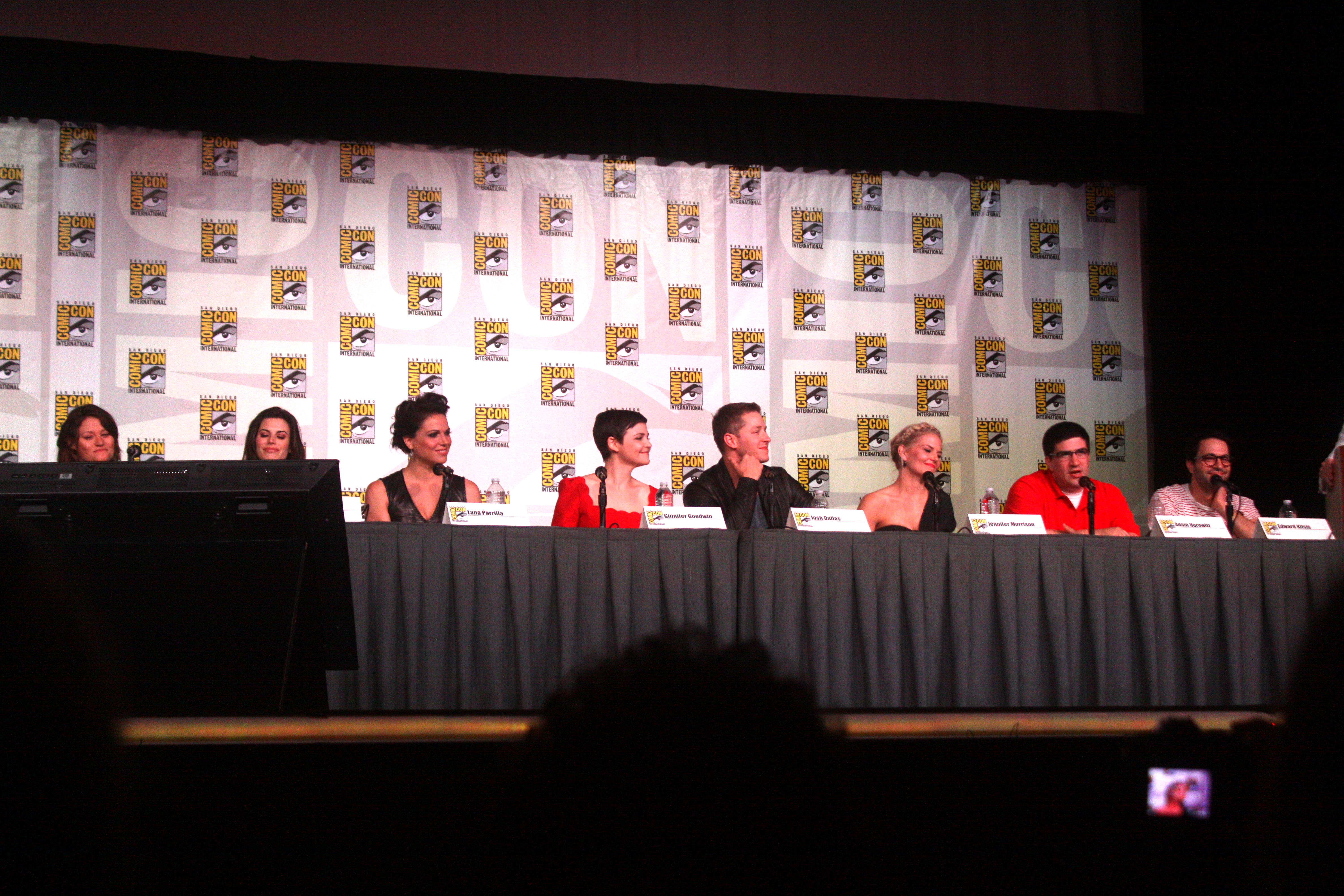

Джиннифер Гудвин была приглашена в сериал на роль Белоснежки. Один из создателей Адам Хоровиц был уверен, что она будет играть персонажа с сильным характером, который будет привлекателен для зрителей. Актриса только что закончила свою работу в сериале Big Love и искала новый проект, и данному киносценарию удалось заинтересовать её. Ранее в интервью актриса заявила, что она хотела бы играть Белоснежку, Гудвин так же сказала, что её решение играть роль Белоснежки было непростым. Китис и Хоровиц говорят, что они большие поклонники сериала Big Love, и написали роль Белоснежки, представляя в её роли именно Джиннифер Гудвин.
Джош Даллас, который играет Принца, был рад, что сценаристы приняли некоторые его изменения характера Принца. Даллас уверен, что это сделало Принца более реальным. Он объяснил: «Принц — это только имя. Он все ещё человек с теми же эмоциями, как и любой другой человек. Он Принц, но он Принц народа. У него есть чувство, которое даёт ему силу двигаться дальше. У него есть семья, чтобы защищать её, у него любовь к Белоснежке. Он такой же, как и все. Он человек, со своими переживаниями и чувствами. Он не идеален и этим и привлекателен».
В начале 2011 года Лана Паррия получила роли Злой Королевы и Реджины Миллс. В шоу она играет роль Злой Королевы в прошлом и властного мэра города Реджины Миллз в настоящем, главного антагониста истории, вокруг которой закручен весь сюжет проекта. Шоу получило хорошие отзывы от критиков и стало известно благодаря феминистскому уклону и оригинальной концепции. Шоу стало успешно во всем мире и Паррия достигла широкой известности благодаря игре Злой королевы. Паррия получила похвалу со стороны критиков за исполнение своей роли, некоторые из которых отмечали, что актриса достойна номинации на премию «Эмми» за свою игру. В шорт-лист она не попала, однако выиграла премию TV Guide в категории «Любимый злодей» и ALMA за лучшую женскую роль в драматическом сериале в 2012 году. Также она номинировалась на Премии «Сатурн» и Teen Choice в 2012 году за свою игру в первом сезоне.
3 августа 2012 было объявлено, что Колин О’Донохью назначен на роль Капитана Крюка на регулярной основе, О’Донохью присоединился к основному касту во второй половине сезона. Тогда же стало известно, что Майкл Реймонд-Джеймс в третьем сезоне присоединится к основному составу актёров в роли Белфайра/Нила Кэссиди, сына Румпельштильцхена.